# Cuestión polaca
Cuestión polaca fue el término con el que se empezó a considerar, a finales del siglo XVIII, la problemática de los diversos conflictos internacionales concernientes a la Mancomunidad polaco-lituana y, específicamente, a la injerencia que en la designación de cada rey realizaban las potencias vecinas: Imperio ruso, Imperio austriaco y Prusia. Con la desaparición de este estado, en 1795, se comenzó a denominar de este modo a los asuntos relacionados con la posibilidad de que los polacos volvieran a contar con un país independiente o fueran súbditos de alguno de los imperios que rodeaban su territorio histórico y de los territorios que debería ocupar dicho país polaco.

## Las particiones de Polonia
El gobierno de la dinastía de los Wettin en Polonia había llevado a la Mancomunidad Polaco-Lituana a una situación de parálisis. A mediados del siglo XVIII la República de las Dos Naciones era uno de los Estados más extensos de Europa. Sin unas fronteras bien definidas al Este, contaba con una población de 17 millones de habitantes, en su inmensa mayoría campesinos. El conjunto de la población estaba formado por una mayoría de población polaca católica, pero también había alemanes protestantes y rusos y ucranianos ortodoxos.

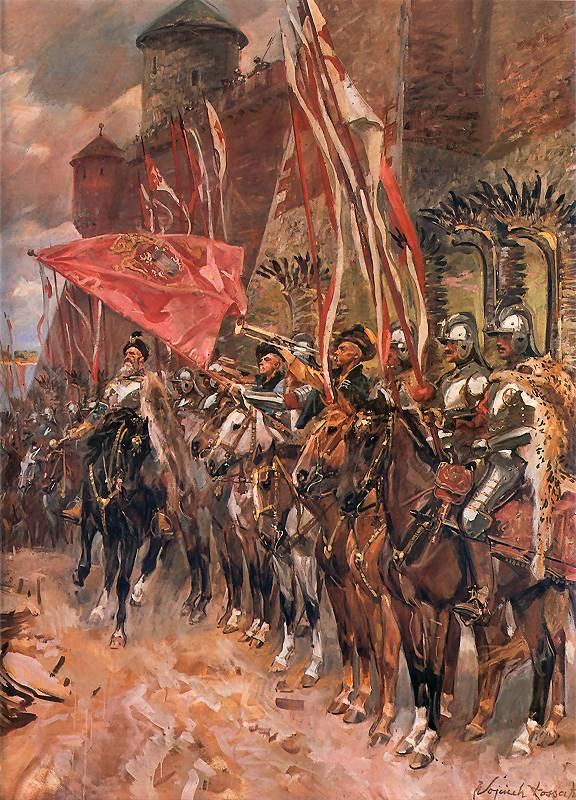
Los húsares alados polacos habían sido las fuerzas de élite del ejército polaco durante los siglos XVI y XVII. Obra de Wojciech Kossak.

El país era económicamente agrario con un sistema que enriquecía a los nobles mientras la situación del campesinado se degradaba y el mundo urbano veía difícil su desarrollo.
Políticamente el país se encontraba mal ya que la Libertad Dorada otorgaba a los nobles considerables privilegios entre los que se encontraba la elección del monarca. El Rey no tenía ningún poder y el Sejm, que solo se reunía cada dos años, estaba paralizado por la existencia del “Liberum veto” por lo que se podía bloquear toda acción legislativa con el solo hecho de que un noble vetase la moción. Estos privilegios llevaron a la parálisis política y a la injerencia de las potencias vecinas que podían sobornar a un noble para bloquear el funcionamiento del Sejm.
Militarmente el país poseía un pequeño ejército, de entre 8000 y 10 000 soldados, que no era comparable con el de sus vecinos Rusia, Prusia o Austria y cuyos famosos húsares alados, que un siglo antes habían salvado Viena de los otomanos, habían quedado reducidos a una mera atracción en los desfiles de los días de fiesta nacional.

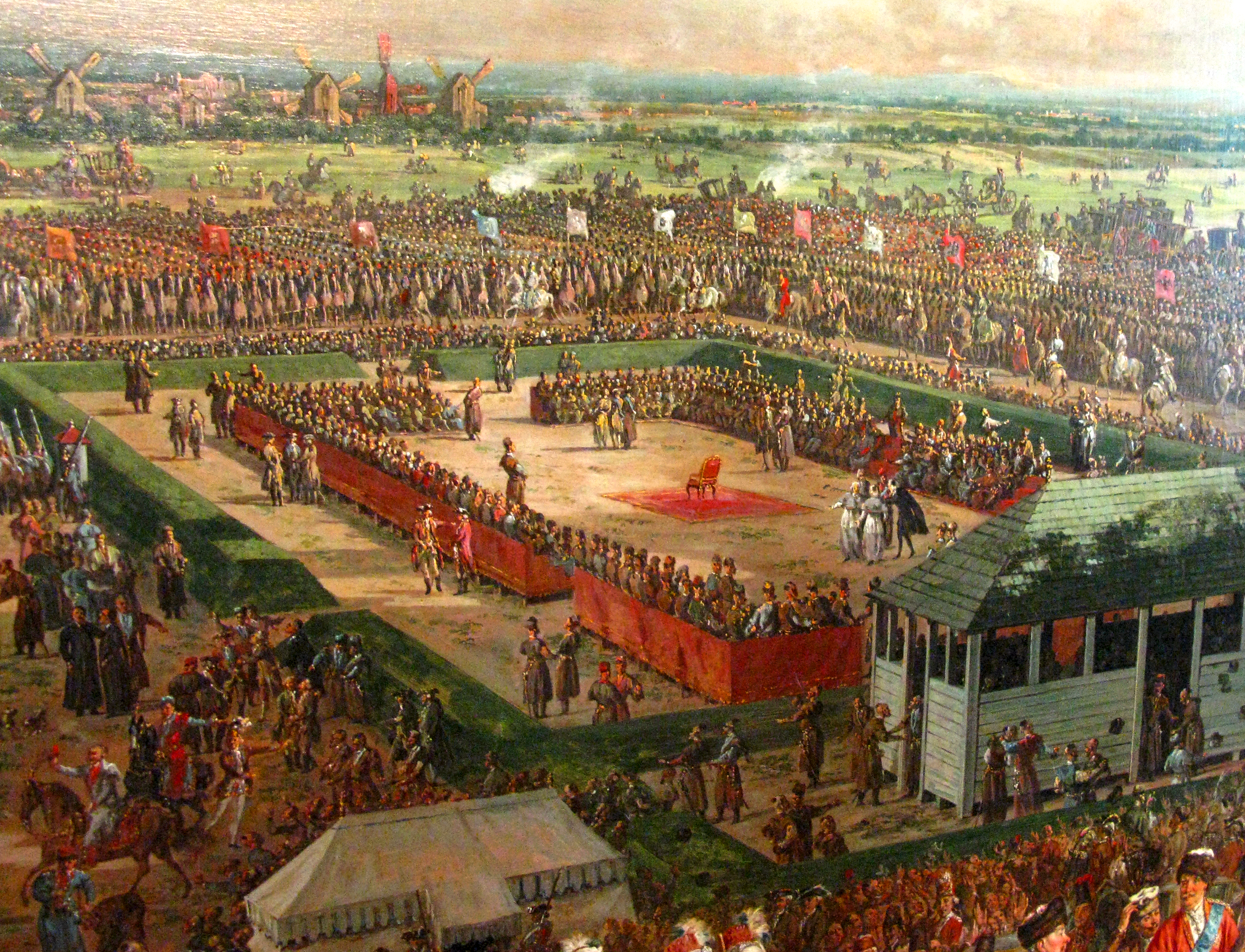
Elección de Estanislao II Poniatowski como rey de Polonia en 1764. Obra de Bernardo Belloto.

En 1763 muere Augusto III de Polonia y se presentan tres candidaturas a la monarquía: Estanislao Poniatowski, antiguo amante y amante de Catalina II de Rusia; Francisco Javier de Sajonia, hijo de Augusto III de Polonia y hermano de María Josefa de Sajonia, esposa de Luis de Francia, que era apoyado por el partido sajón y francés; y el conde Banicki, que preconizaba la independencia de Polonia. Gracias a la dubitativa actitud francesa y la alianza ruso-prusiana firmada el 11 de abril de 1764, Estanislao II Poniatowski sube al trono polaco el 7 de septiembre de 1764. Catalina II de Rusia le señaló:

«Envié a Polonia al conde Keyserling para hacerte rey tras la muerte del actual monarca.»

Esta declaración dejaba a las claras que el rey polaco quedaba subordinado a Rusia desde su misma coronación. Estanislao II era miembro de una de las grandes familias de la aristocracia polaca, los Czartoryski, que encabezaban el partido prorruso y había llegado a ser amante de la zarina.

### La guerra de la Confederación de Bar y la Primera Partición de Polonia

Mapa del Primer Reparto de Polonia

El reinado de Estanislao II comenzó con ansias reformistas y con la supresión del “Liberum veto” pero Federico II de Prusia, que era hostil a un fortalecimiento de Polonia, buscó el apoyo ruso. La intervención de la facción prorrusa en el Sejm de 1766 y la irrupción de las tropas rusas en el Sejm del año siguiente impidió cualquier reforma,
En 1768, se firmó el Tratado de Perpetua Amistad por el que Estanislao II aceptaba que la Mancomunidad Polaco-Lituana se convirtiera en un protectorado ruso. Dicho Tratado desencadenó las protestas de una parte de los nobles que proclamaron la Confederación de Bar, la cual tenía como objetivo eliminar la influencia que el embajador ruso tenía sobre el Rey y desencadenó la Guerra Civil.
Sin embargo, los ejércitos de la Confederación no eran rival para las fuerzas del Rey y de Rusia. El ministro francés Étienne François de Choiseul, quien recelaba de la alianza ruso-prusiana, estrechó los lazos con el Imperio otomano y empujó al sultán a la guerra contra Rusia, dando apoyo a la Confederación de Bar.

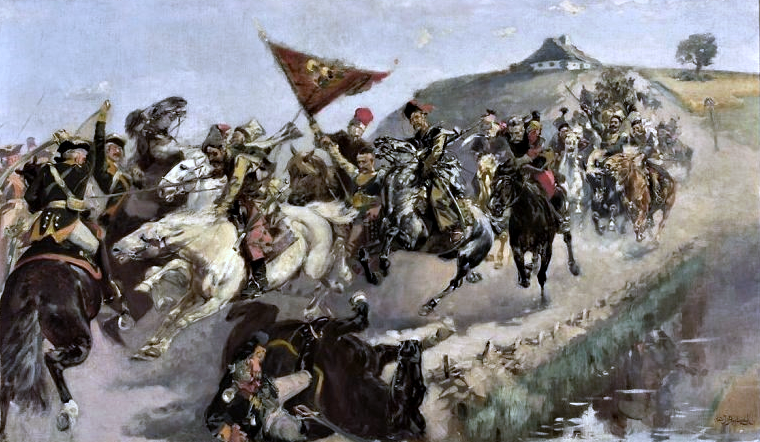
Escaramuza entre jinetes rusos y polacos de la Confederación de Bar. Obra de Waclaw Pawliszak.

La entrada en la guerra del Imperio Otomano da lugar a la Guerra Ruso-Turca (1768-1774) en la que los rusos tuvieron un gran éxito, ocupando todo el territorio entre del Dniéster y el Danubio: los principados de Moldavia y Valaquia y Besarabia. Además, los rusos recuperan Azov y penetran en Crimea. En julio de 1770, tras la toma de Ismaíl por Aleksandr Suvórov, los rusos cruzaron el Danubio mientras una flota rusa partió del Báltico y penetró en el Mediterráneo, destruyendo la flota turca en la batalla de Chesmé (8 de julio de 1770).
El peligro de una penetración rusa en los Balcanes hizo que el Imperio austriaco amenazase con entrar en la guerra a favor del Imperio Otomano y de la Confederación de Bar, pero finalmente Prusia medió entre rusos y austriacos. Catalina II de Rusia renunció a sus ganancias en los Principados danubianos, pero pidió compensaciones por lo que Prusia, Rusia y el Imperio austriaco llegaron al acuerdo de arrebatar territorios a la Mancomunidad Polaco-Lituana. La Confederación de Bar, abandonada por todos no puede derrotar a las potencias vecinas y debe ceder al Primer Reparto de Polonia.
El Primer Tratado de Reparto fue firmado en San Petersburgo, el 25 de julio de 1772, Prusia, Rusia y Austria arrebataban a la Mancomunidad polaco-lituana 221 000 km² y 4,5 millones de habitantes y toda comunicación directa con el mar Báltico. El Imperio ruso se anexionaba la Rusia blanca, al este de los ríos Dunajec, Prut y Dniéper; Federico II de Prusia se anexionaba Varmia y la Pomerania polaca, excepto Toruń y Dantzig; por su parte María Teresa I de Austria obtuvo la Galitzia oriental y la Pequeña Polonia, excepto Cracovia.
El gran beneficiario del reparto es Federico II de Prusia quien, además de unir Prusia Oriental con Brandeburgo, se hizo con el control del Vístula, principal vía de exportación del grano polaco. En marzo de 1775, esta dependencia económica polaca quedó reflejada en un tratado comercial que colocaba la economía polaca bajo la dependencia prusiana.
Durante los siguientes 20 años, el gobierno de Varsovia estuvo dirigido por el embajador ruso y Estanislao II solo puedo aplicar reformas en el ámbito cultural. En 1788, con el permiso del Imperio ruso se comenzaron a efectuar reformas políticas de pequeño calado en el Sejm, que se encontraba dividido entre los grandes magnates que querían continuar con la situación política y los patriotas que querían reformas.

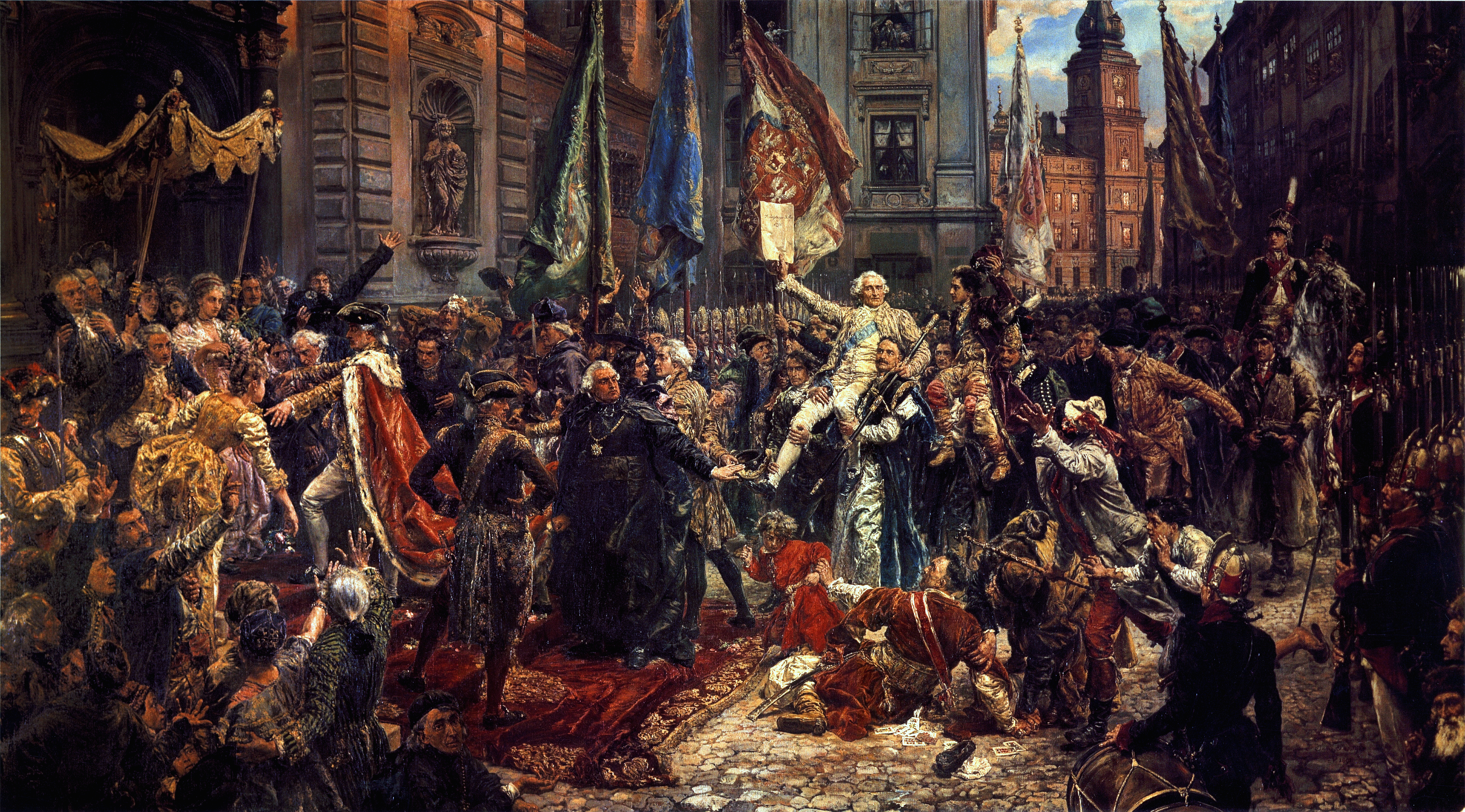
La adopción de la Constitución del 3 de mayo de 1791. La pintura representa el rey Estanislao II Poniatowski junto con miembros del Sejm y habitantes de Varsovia que ingresan en la Catedral de San Juan con el fin de jurar la nueva Constitución nacional justo después de que había sido adoptada en el Castillo Real de Varsovia visible al fondo. Obra de Jan Matejko

En 1787, el Imperio ruso se ve envuelto en la guerra ruso-turca (1787-1792) y poco después da comienzo la Guerra ruso-sueca (1788-1790). Además, tanto Prusia como el Imperio británico apoyan a los otomanos contra Rusia, que solo cuenta con el apoyo de Viena. Ante esta situación el gobierno polaco logra que las guarniciones rusas abandonen la Mancomunidad Polaco-Lituana y tratan de elaborar reformas políticas que logren la regeneración del país. Además, en 1790, logran la alianza defensiva de Prusia, por lo que las esperanzas de que el país se pueda ver libre de las injerencias rusas parecen aumentar.
El 3 de mayo de 1791, aprovechando que los grandes magnates habían abandonado Varsovia por la Semana Santa, los patriotas proclamaron la Constitución del 3 de mayo, la primera promulgada en Europa, y la segunda del mundo y que dictaba la sucesión de la Corona, limitaba el poder de los nobles y abolía el Liberum veto.

### La Guerra de la Defensa de la Constitución y Segunda Partición de Polonia

Mapa del Segundo Reparto de Polonia

Estas reformas se encontraron con la oposición de los grandes magnates que formaron la Confederación de Targowica y pidieron apoyo a Catalina II de Rusia. El Imperio ruso, tras la Paz de Jassy (1792) se encuentra en paz y los austriacos y prusianos se muestran más preocupados por los acontecimientos de Francia, donde ha dado comienzo la Revolución francesa, por lo que Catalina II se ve libre de actuar en Polonia.
En 1792 estalló la Guerra ruso-polaca de 1792 (también conocida como Guerra de la Defensa de la Constitución). El ejército polaco, de 56 000 hombres, se vio enfrentado a la maquinaría bélica rusa, que contaba con 100 000 soldados rusos.

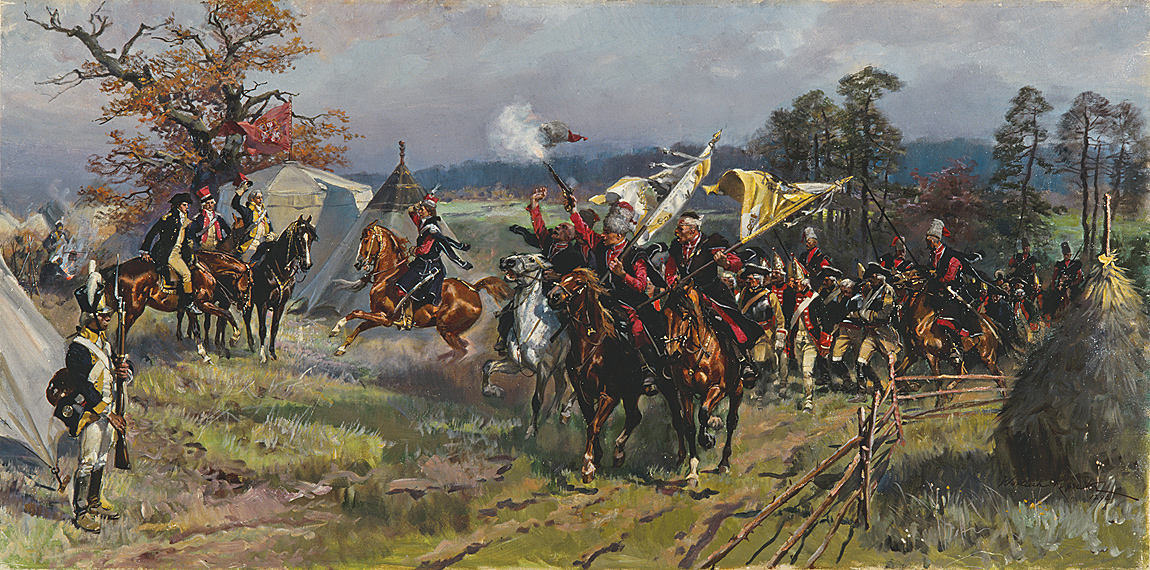
Tropas polacas tras la batalla de Zielence de 1792. Obra de Wojciech Kossak.

Al mando del ejército polaco se situó Józef Antoni Poniatowski, sobrino del Rey. Una división estaba mandada por Tadeusz Kościuszko que había luchado en la Guerra de Independencia de los Estados Unidos, y la brigada de Caballería Nacional estaba mandada por Jan Henryk Dąbrowski, futuro creador de las Legiones Polacas en Italia.
La Guerra de 1792 tuvo dos frentes (Ucrania y Lituania) y dada la inferioridad numérica los polacos se vieron desde un primer momento luchando en retirada. En Lituania, los polacos fueron derrotados y en Ucrania, a pesar de la victoria en la batalla de Zielence (18 de junio), la situación no era mejor.
Finalmente, el propio Estanislao II Poniatowski se unió a la Confederación de Targowica, aunque eso no sirvió para poner fin a la guerra ya que los patriotas polacos consiguieron la victoria en la batalla de Makuszow (26 de julio).
Finalmente, sin apoyos, los patriotas polacos fueron derrotados, lo que supuso la Segunda Partición de Polonia. El Imperio ruso se anexionó los territorios al este del río Bug Occidental e incluían Kiev, Minsk, Bratslav y Podolia, en total 250 000 km²; mientras Prusia se apoderó de la Gran Polonia, excepto Varsovia; Torum y Danzig con un total de 57 000 km².
La pequeña porción de la Polonia libre sería gobernada por el embajador ruso y por los magnates de la Confederación de Targowica.

### El levantamiento de Kosciuszko y la Tercera Partición de Polonia

Mapa del Tercer Reparto de Polonia

El 16 de marzo de 1794, Tadeusz Kosciuszko juró luchar por la libertad del país, dando comienzo al Levantamiento de Kosciuszko, el primer alzamiento nacional polaco. Por el Acta de Insurgencia se aseguró el derecho de gobernar y el título de comandante en jefe. Se esperaba el apoyo de la Francia revolucionaria y Kosciuszko se entrevistó con el general francés Carlos Francisco Dumouriez pero este general desertó poco después del bando revolucionario y huyó a la Corte Austriaca, a la que reveló los planes polacos.

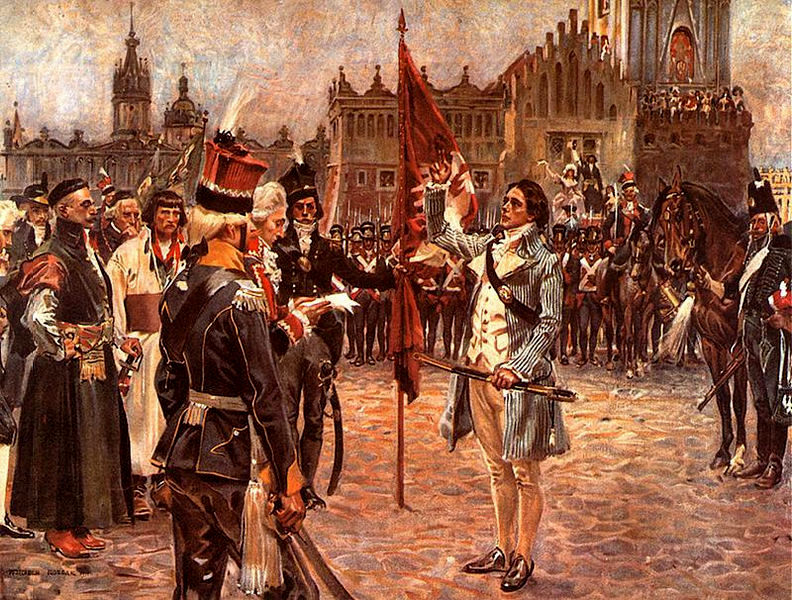
Tadeusz Kosciuszko toma juramento como líder del Levantamiento de Kosciuszko en la plaza del mercado de Cracovia. Obra de Wojciech Kossak.

El gobierno insurgente polaco se encontró luchando solo por lo que decidió armar a campesinos. Tadeusz Kosciuszko logró la victoria en la batalla de Racławice (4 de abril de 1794) y este éxito provocó que la insurrección se extendiese hasta Varsovia, donde ejecutaron a algunos de los integrantes de la Confederación de Targowica.
Ante estos éxitos polacos, Prusia apoyo al Imperio ruso y el ejército combinado de ambos países lograron la victoria en las batallas de Szczekociny (6 de junio) y Maciejowice (10 de octubre) donde Kosciuszko fue hecho prisionero.

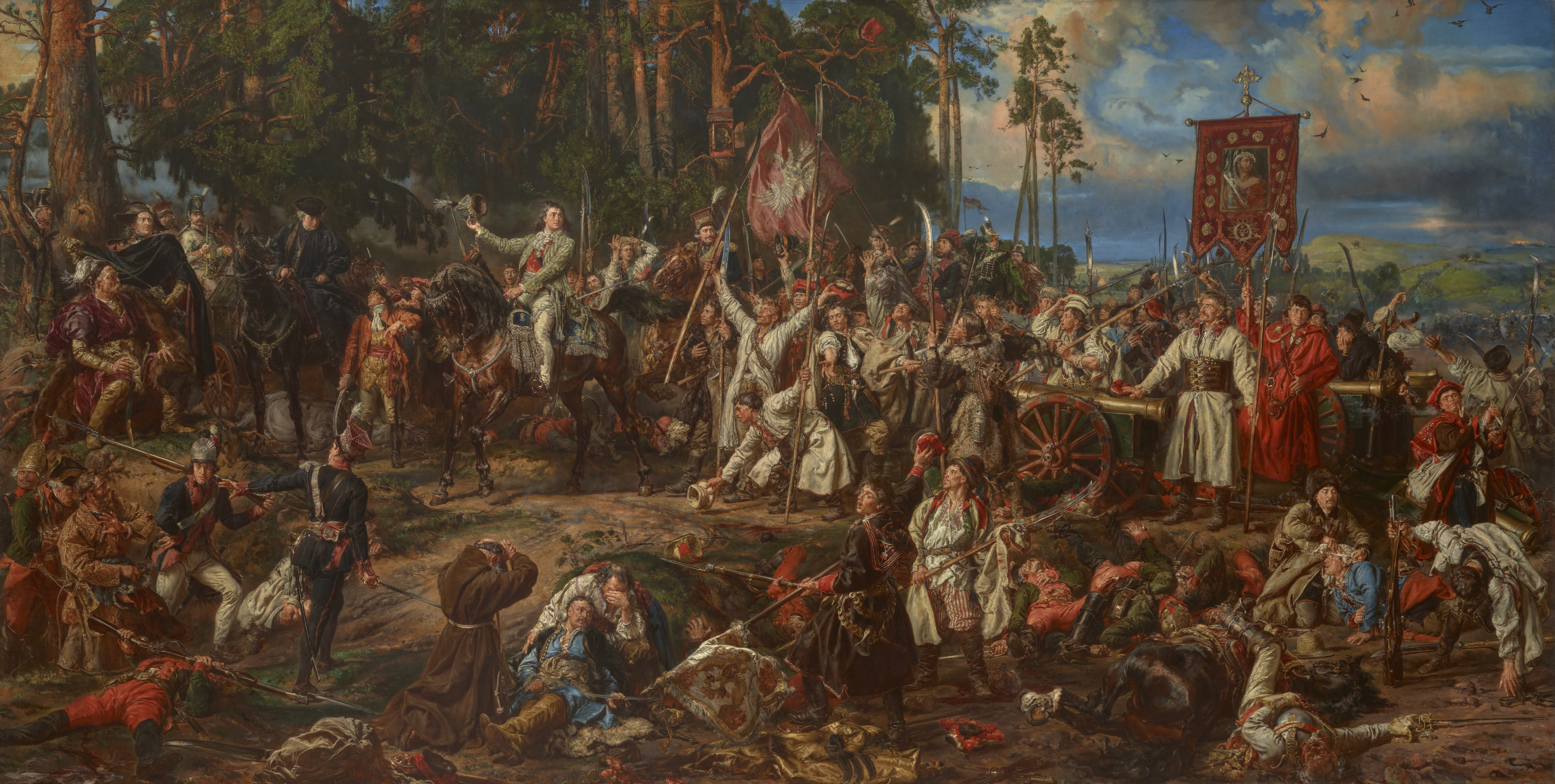
Batalla de Racławice. Obra de Jan Matejko.

La defensa de Varsovia era insostenible y el Levantamiento de Kosciuszko fue aplastado ese mismo año en la batalla de Praga (4 de noviembre de 1794), que terminó con la llamada Masacre de Praga (distrito de Varsovia) en la que cientos de patriotas polacos fueron asesinados por las tropas del general Aleksandr Suvórov.
Tras sofocar el levantamiento Catalina II de Rusia expresó:

«Ya es hora de que las tres cortes apaguen la última chispa del fuego que ha prendido en Polonia y, lo más importante, eviten que un nuevo incendio vuelva a arder en el futuro.»

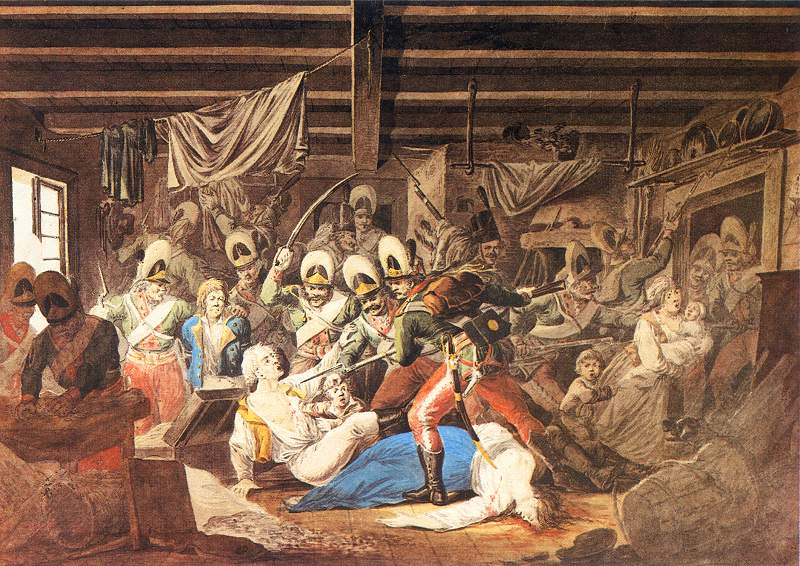
Masacre de Praga. Obra de Aleksander Orłowski.

En octubre de 1795, se firmaba la tercera partición que terminaba con Polonia como nación. Estanislao II Poniatowski era obligado a abdicar en favor de la zarina y marchó al exilio a la ciudad de Grodno.
El Imperio ruso ocupó la Bielorrusia que quedaba bajo dominio polaco, y la llanura central polaca, con las regiones de Masovia, Polesia, y Podlaquia. También se apoderó de la totalidad de Lituania, fijando la nueva frontera en el río Niemen. Prusia se anexionó los territorios de la Gran Polonia que aún no dominaba, como Lodz y Varsovia. Austria por su parte se anexionó la totalidad de Galitzia y lo que quedaba de la Pequeña Polonia, incluyendo la ciudad de Cracovia.

## Lucha en el exilio
Tras la caída de Polonia comenzó el exilio de una parte de la nobleza. En París se creó “La Agencia”, organización destinada a la reconstrucción de Polonia a partir de la Constitución del 3 de mayo y la creación de un ejército polaco. Ya que las leyes francesas prohibían la formación de contingentes extranjeros se decidió crear un destacamento polaco que ingresase en el ejército de Lombardía. El acuerdo se firmó el 9 de enero de 1797 y supuso la creación de las “Legiones Auxiliares Polacas de la República de Lombardía”, cuyo primer comandante sería Jan Henryk Dąbrowski. Gran parte de su efectivos eran prisioneros polacos que habían sido obligados a luchar en el ejército austriaco por un periodo de 25 años y que durante las guerras revolucionarias cayeron en manos francesas.
El primer destino de las Legiones de Italia fue la represión de la revuelta antifrancesa en Verona, Salo, Reggio Emilia y Brescia, para, a continuación, sofocar un levantamiento en la República de Venecia.
A finales de junio de 1797 parte de las Legiones Polacas fueron mandadas a Roma para sofocar un levantamiento tomando las ciudades de Anagni, Alatri, Veroli, Ferentino, Frosinone, Piperno y Terracina. También participaron en la conquista de Nápoles.
En la primavera de 1799 se formó la Segunda Coalición y por fin los polacos pudieron luchar con quienes consideraban sus enemigos, Rusia y Austria, cuando las fuerzas de estas potencias invadieron el norte de Italia. Las legiones polacas participaron en la batalla de Verona (26 de marzo de 1799) y Magnano (5 de abril). Parte de los polacos se refugiaron en Mantua donde fueron hechos prisioneros y tratados como desertores.

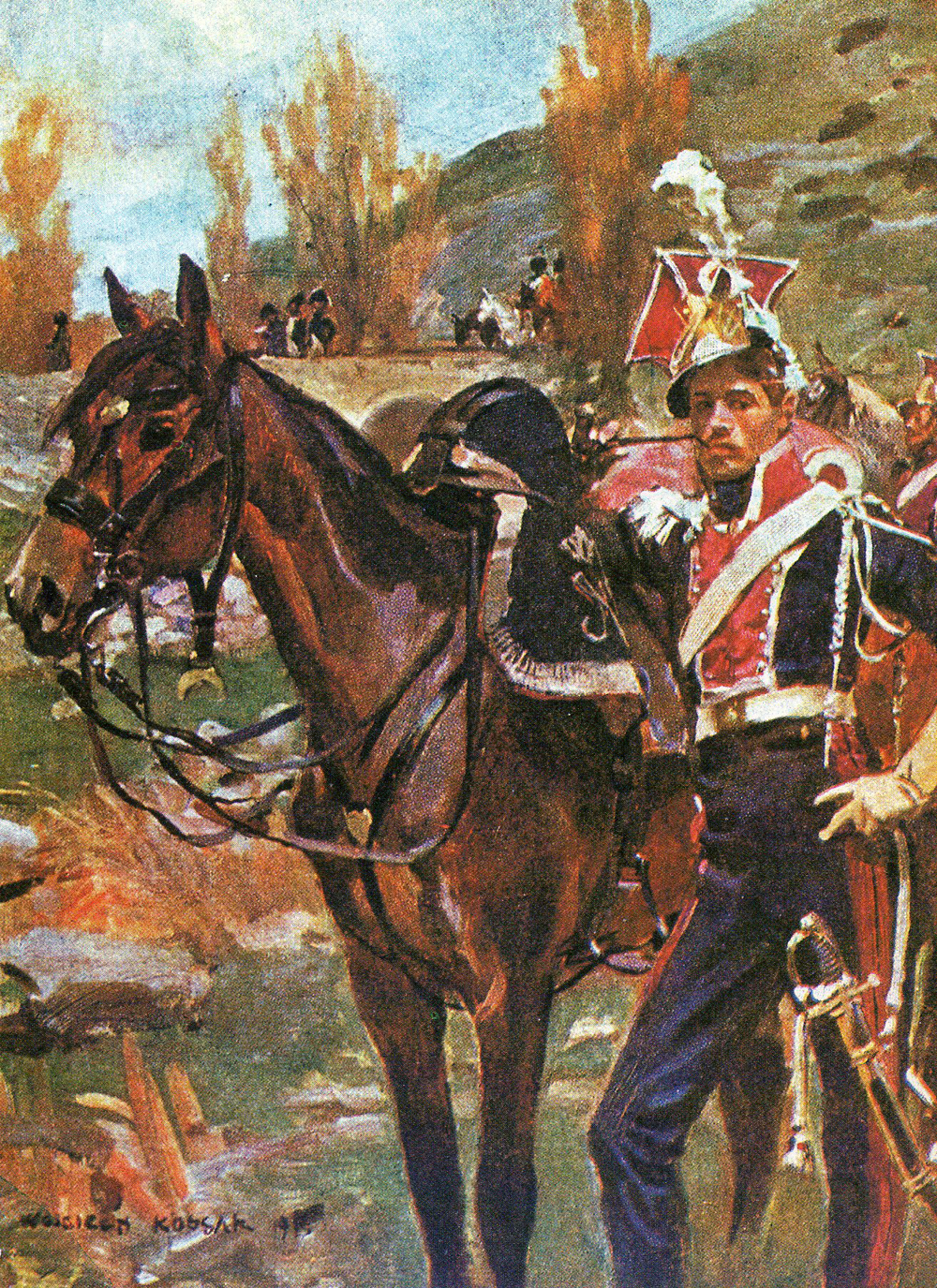
Jinete de la caballería ligera de las Legiones Polacas. Por Wojciech Kossak

Tras la batalla de Trebia (17-19 de junio) las Legiones Polacas, a consecuencia de los muertos, heridos y prisioneros estuvieron a punto de desaparecer pero Dabrowski obtuvo el permiso para reunir un nuevo contingente llamado “Légion Italienne” (Legión Italiana).
A la vista del éxito de Dabrowski se formó un segundo contingente conocido como “Légion du Danube” (Legión del Danubio) que se puso bajo el mando del general Karol Kniaziewicz.
La Legión del Danubio fue enviada a Estrasburgo y capturó las ciudades de Hattersheim, Sindlingen y Höchst e hizo retroceder a un ejército austriaco hacía Eschborn y Rödelheim.
El 15 de julio de 1800 los combates se paralizaron tras la victoria de Napoleón en la batalla de Marengo. Las conversaciones de paz duraron cuatro meses hasta que Austria las rompió y mandó a su ejército a Baviera pero fueron derrotados por el ejército francés, teniendo la Legión del Danubio una importante participación en los combates. El 9 de diciembre el ejército francés, cruzó el río Traun y el 13 entró en Salzburgo por lo que Austria tuvo que pedir la paz.
La Paz de Lunéville (9 de febrero de 1801) supuso una decepción para los polacos ya que Francia no exigió su restitución, ni siquiera la parte ocupada por Austria. Una de las cláusulas exigidas en el tratado por Austria y Rusia era la disolución de las Legiones Polacas, pero vista su valía, Napoleón, decidió mantenerlas en reserva alistándolas en países satélites como el Reino de Italia o el Reino de Etruria.

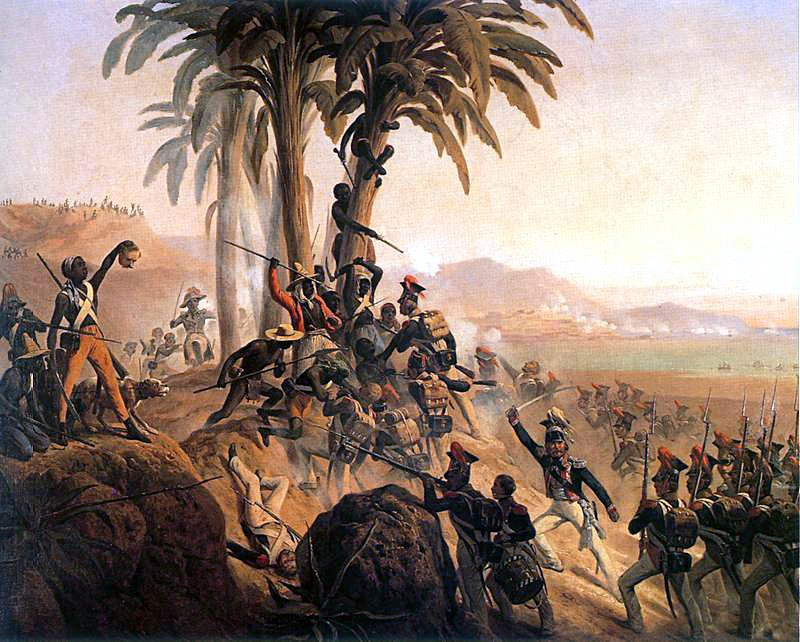
Soldados polacos luchando en la Revolución haitiana. Obra de January Suchodolski

Algunos polacos expresaron su disconformidad con servir en estados menores y Napoleón los envió a la colonia de Santo Domingo donde los esclavos negros habían dado comienzo a la revolución haitiana.
Los polacos se encontraron con muchas dificultades. No estaban acostumbrados al clima tropical y el método de combatir en la jungla tropical era del todo desconocido para ellos. La expedición terminó en catástrofe, de los 5200 polacos que lucharon en Haití, 4000 murieron, 800 se reincorporaron al ejército británico y unos pocos se asentaron en Santo Domingo, donde algunos ejercerían la piratería (como Kazimierz Lux o Wicenty Kobylanski).
Las tropas polacas estacionadas en Italia tuvieron la ocasión de participar en la campaña de 1806 en la que Napoleón atravesó Prusia y participaron en los asedios de Danzig y Kołobrzeg. Tropas polacas también participaron en la batalla que puso fin a la campaña, la batalla de Friedland.

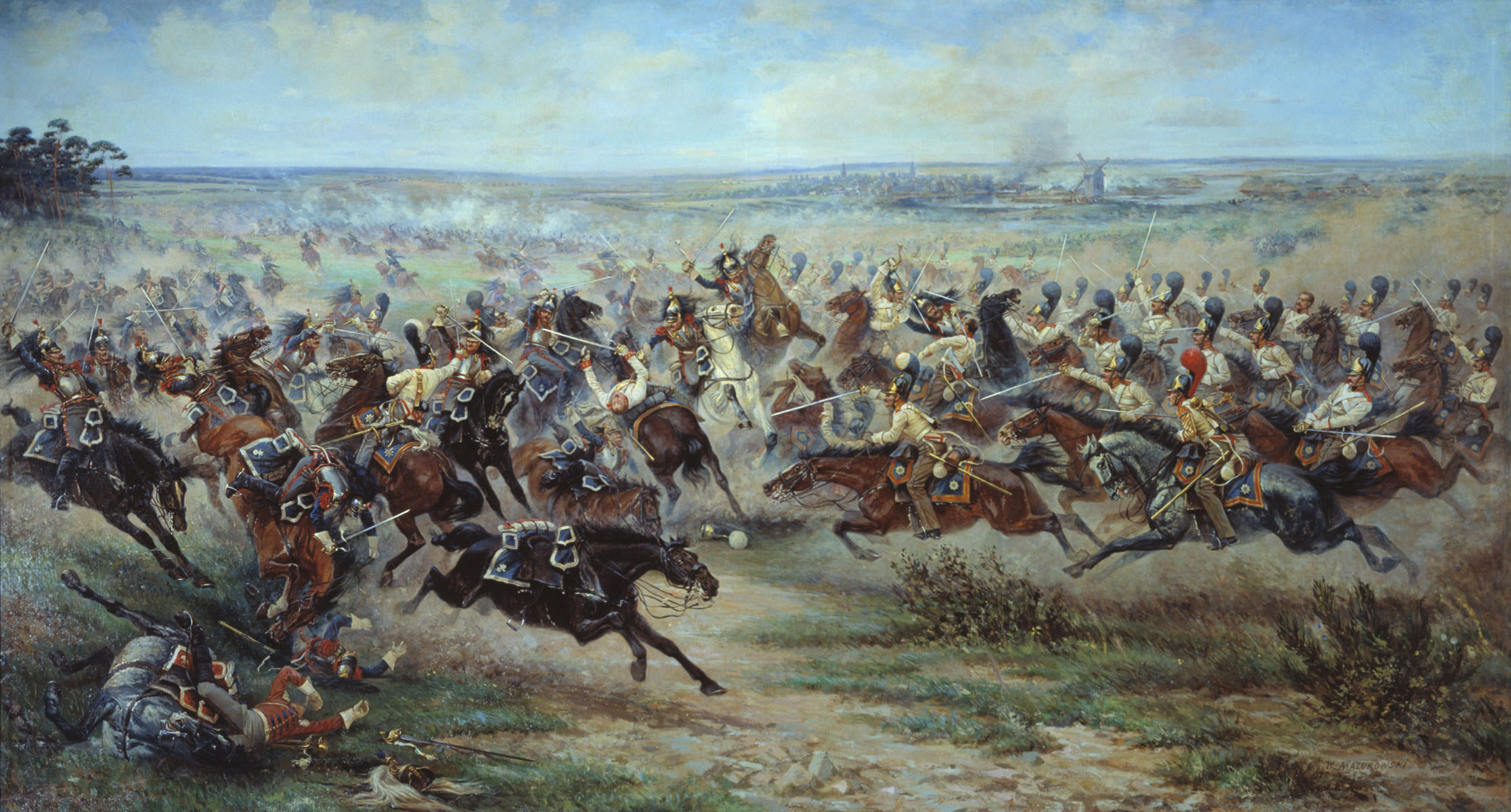
Carga de la Guardia imperial rusa en la batalla de Friedland. Obra de Viktor Mazurovsky

Tras la Paz de Tilsit, firmada en julio de 1807 entre el Primer Imperio francés, Prusia y el Imperio ruso, Napoleón Bonaparte decidió crear el Gran Ducado de Varsovia, que ocuparía el territorio ocupado por Prusia durante la Segunda y Tercera Partición. La creación de un gran ducado, en vez de un reino, se debió a que los derechos del reino polaco recaían en el zar ruso, por virtud de la abdicación de Estanislao II Poniatowski, por lo que no podía restituir la antigua denominación. El título oficial de Príncipe soberano le fue otorgado al rey Federico Augusto I de Sajonia pero realmente se encontraba bajo control francés.

## El Gran Ducado de Varsovia

Mapa del Gran Ducado de Varsovia en 1807

Las tropas del Gran Ducado de Varsovia participaron como aliadas del Imperio francés de las campañas de Napoleón. En España, en la Guerra de Independencia española, la Legión del Vístula participó en los Sitios de Zaragoza, mientras que el Regimiento de Caballería Ligera polaca de la Guardia Imperial se cubrió de gloria en la batalla de Somosierra. Otra acción importante fue la batalla de Fuengirola (14 de octubre de 1810), donde 250 soldados del 4.º Regimiento de Infantería del Ducado de Varsovia derrotaron a 2500 soldados españoles y británicos.

### La campaña de 1809

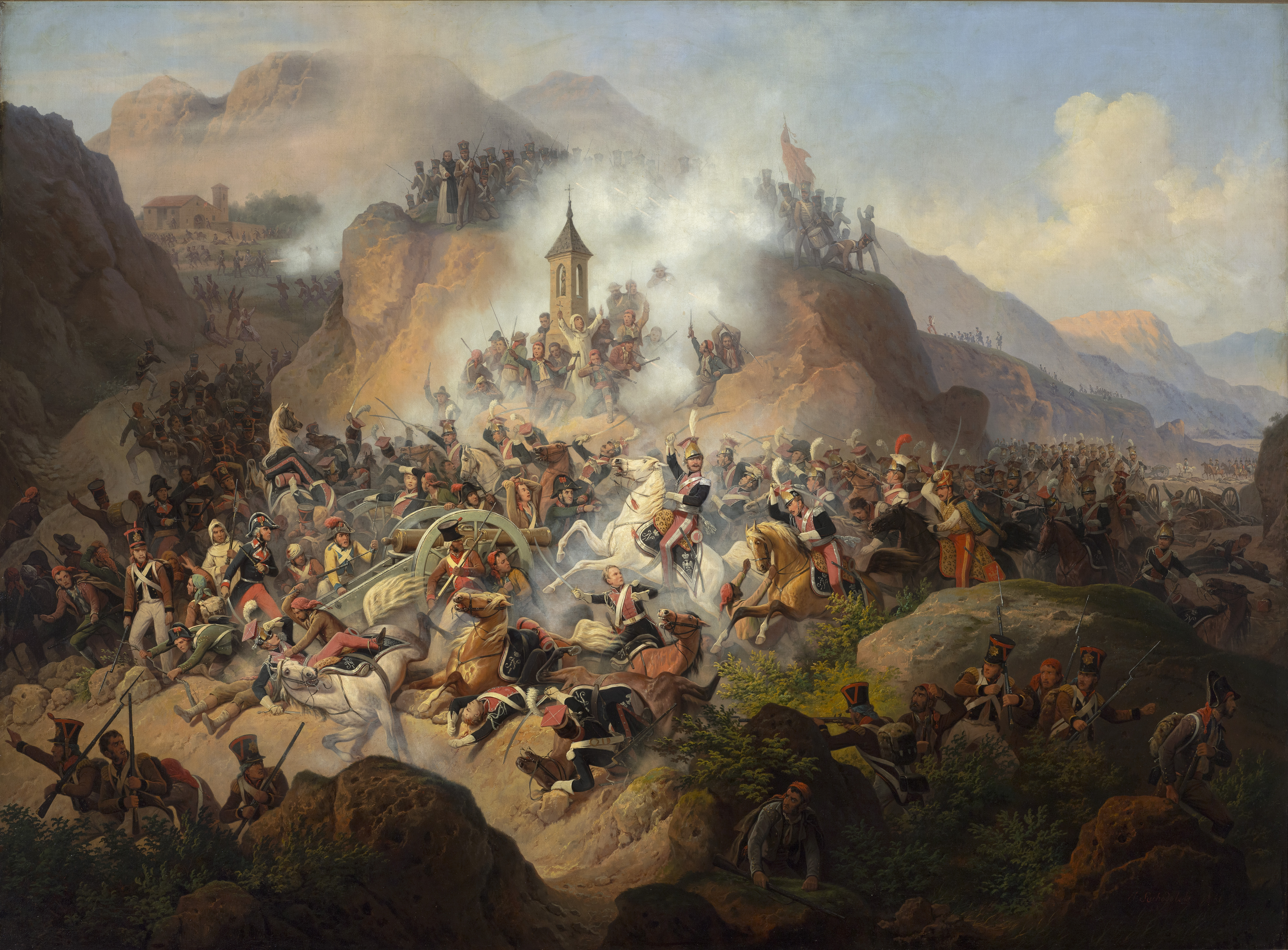
La batalla de Somosierra. Obra de January Suchodolski.

Sin embargo, el mayor peligro para el Gran Ducado de Varsovia llegó en 1809 cuando el Imperio austriaco declaró la guerra a Francia. El plan austriaco contaba con la derrota rápida del ejército del Gran Ducado de Varsovia, a lo que seguiría el desmantelamiento del estado y la entrega de parte de él a los prusianos.
El Gran Ducado de Varsovia pudo reunir un ejército de 16 500 soldados, a los que se sumaron 2000 sajones. El 15 de junio un ejército austriaco de 36 000 soldados bajo el mando de Fernando Carlos José de Austria-Este cruzó la frontera del río Pilica y se internó en territorio del Gran Ducado.

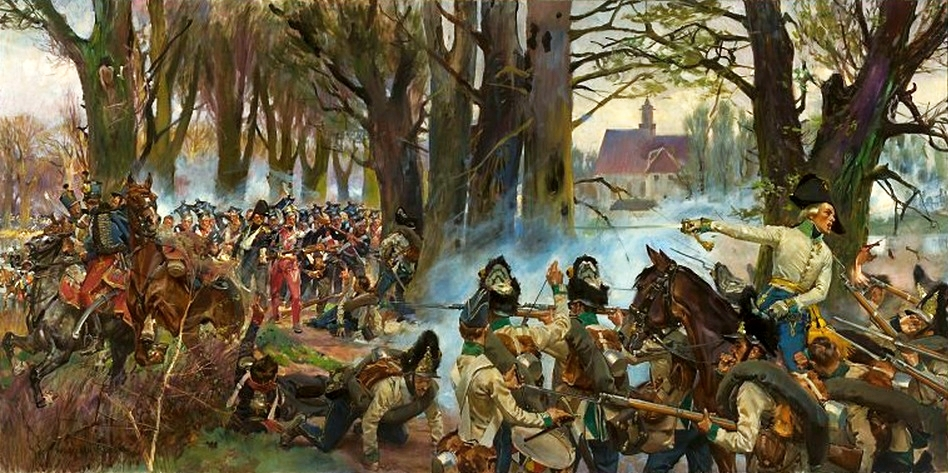
Batalla de Raszyn. Obra de Wojciech Kossak

El ejército del Gran Ducado estaba comandado por Józef Antoni Poniatowski quien comprendió que el objetivo del ejército austriaco era atacar Varsovia, por lo que desplazó su ejército a Raszyn para interponerse en su camino.
La batalla de Raszyn (19 de abril de 1809) terminó con una victoria táctica de los polacos gracias a la elección de una fuerte posición defensiva.
Durante la noche del 19 al 20 de abril, Poniatowski ordenó la retirada de las fuerzas hacía Varsovia para defenderla pero el general Jan Henryk Dabrowski lo convenció para flanquear el ejército austriaco, cruzar el Vistula y avanzar sobre Galitzia, que aunque ahora austriaca había pertenecido a Polonia.
Las unidades polacas debían ocupar el terreno entre los ríos Vistula y Wieprz y amenazar las rutas de comunicación austriacas, obligándolos a retirarse.
La marcha se convirtió en un desfile triunfal. Las unidades austriacas, sorprendidas se retiraban sin oponer resistencia y la población polaca recibía al ejército como sus libertadores. Ciudades como Lublin, Sandomierz, Zamosc y Lviv fueron liberadas y en estas ciudades comenzaron a formarse nuevos regimientos de voluntarios.

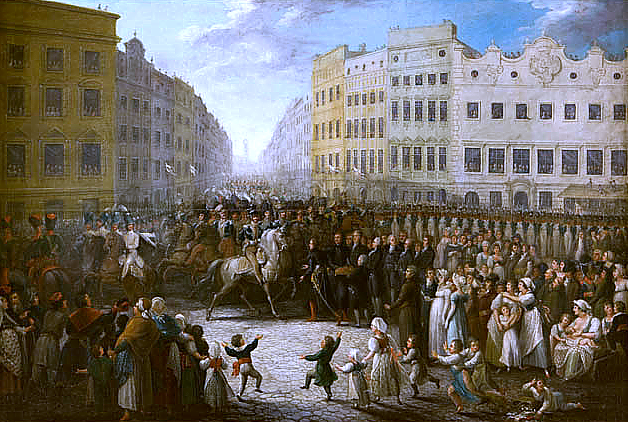
Entrada de Józef Antoni Poniatowski en Cracovia en 1809. Obra de Michal Stachowicz.

Los austriacos, que habían tomado Varsovia, decidieron abandonarla el 3 de junio y marcharon hacia el sur. El 18 de junio, los austriacos recapturaban Sandomierz pero debido a que Poniatowski bloqueaba su retirada, la ciudad debió ser abandonada.

Mapa del Gran Ducado de Varsovia en 1809

El 15 de julio de 1809, el ejército polaco, liberó Cracovia donde llegaron noticias de la batalla de Wagram. El emperador austriaco Francisco I solicitó un armisticio y las tropas debían permanecer en sus posiciones.
La Paz de Schönbrunn se firmó el 14 de octubre de 1809 y el Ducado de Varsovia veía incrementado su territorio con la anexión de las tierras ocupadas por Austria en la Tercera Partición, Cracovia, Lublin, Radom y Siedlce, con un total de 50 000 km² y que albergaban dos millones de habitantes.

### Las campañas napoleónicas y el final del Gran Ducado de Varsovia
El Ejército del Gran Ducado de Varsovia siguió participando de la campañas de Napoleón, a pesar de la decepción de los polacos al no recibir por la Paz de Schönbrunn los territorios arrebatados por los rusos en las particiones y la no restauración del reino de Polonia.

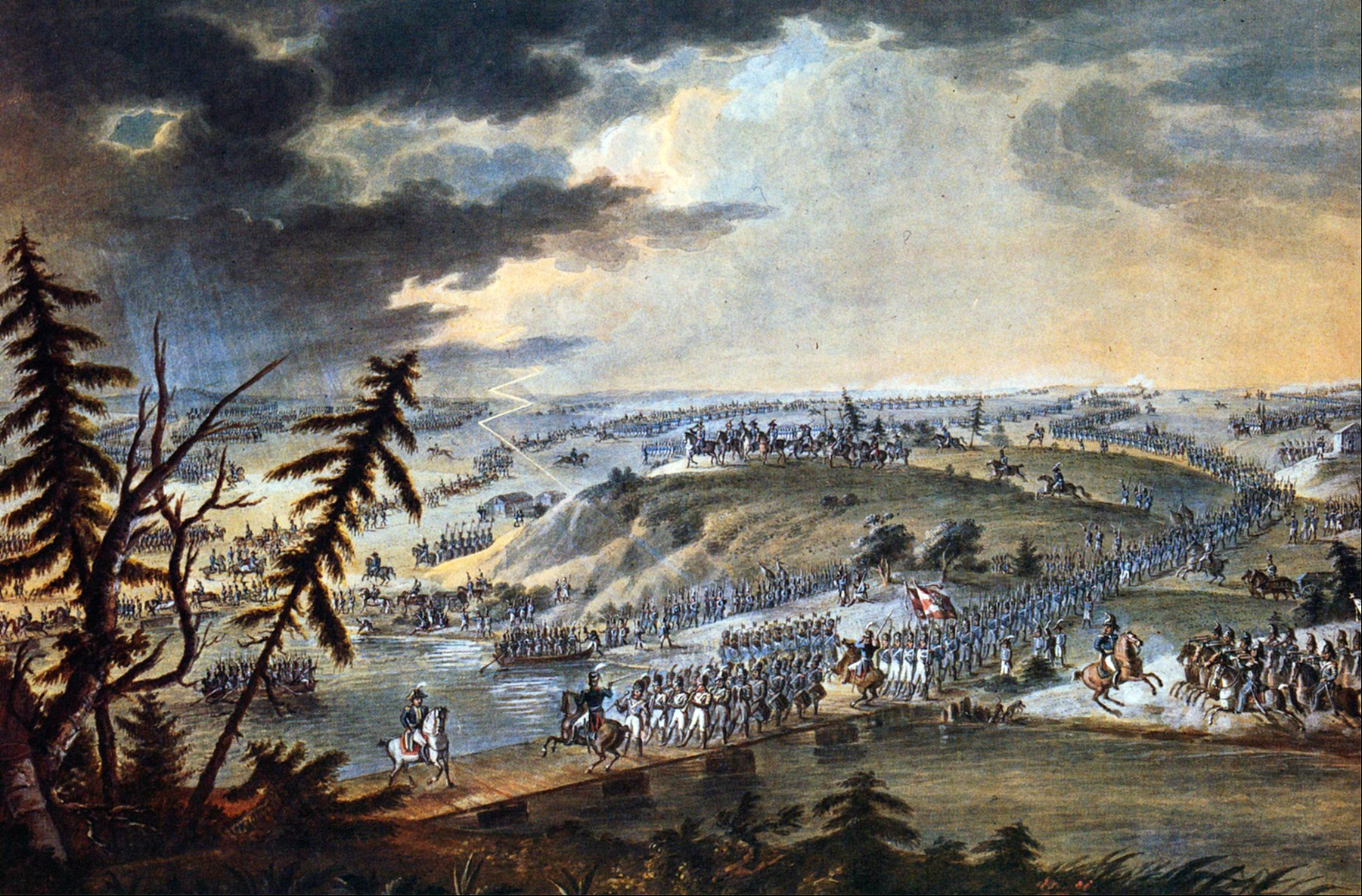
La Grande Armée cruzando el río Niemen para invadir Rusia.

En 1812, participaron en la invasión de Rusia con la esperanza de que sirviera para su restitución. Unidades polacas fueron las primeras que cruzaron el río Niemen para crear una cabeza de puente para la Grande Armée. Durante las primeras jornadas, los soldados polacos eran calurosamente recibidos por los habitantes de los territorios ocupados por los rusos.
El 28 de junio, las tropas polacas llegaron a Vilna. Durante las dos semanas que permaneció en la ciudad representantes de la Dieta polaca solicitaban la proclamación de la unión de Lituania al Gran Ducado de Varsovia, pero Napoleón, que todavía creía poder pactar con Alejandro I de Rusia, decepcionó sus expectativas.
Durante el avance por Rusia, las tropas polacas se distinguieron en la batalla de Borodinó donde capturaron la batería de Nikolái Rayevski.

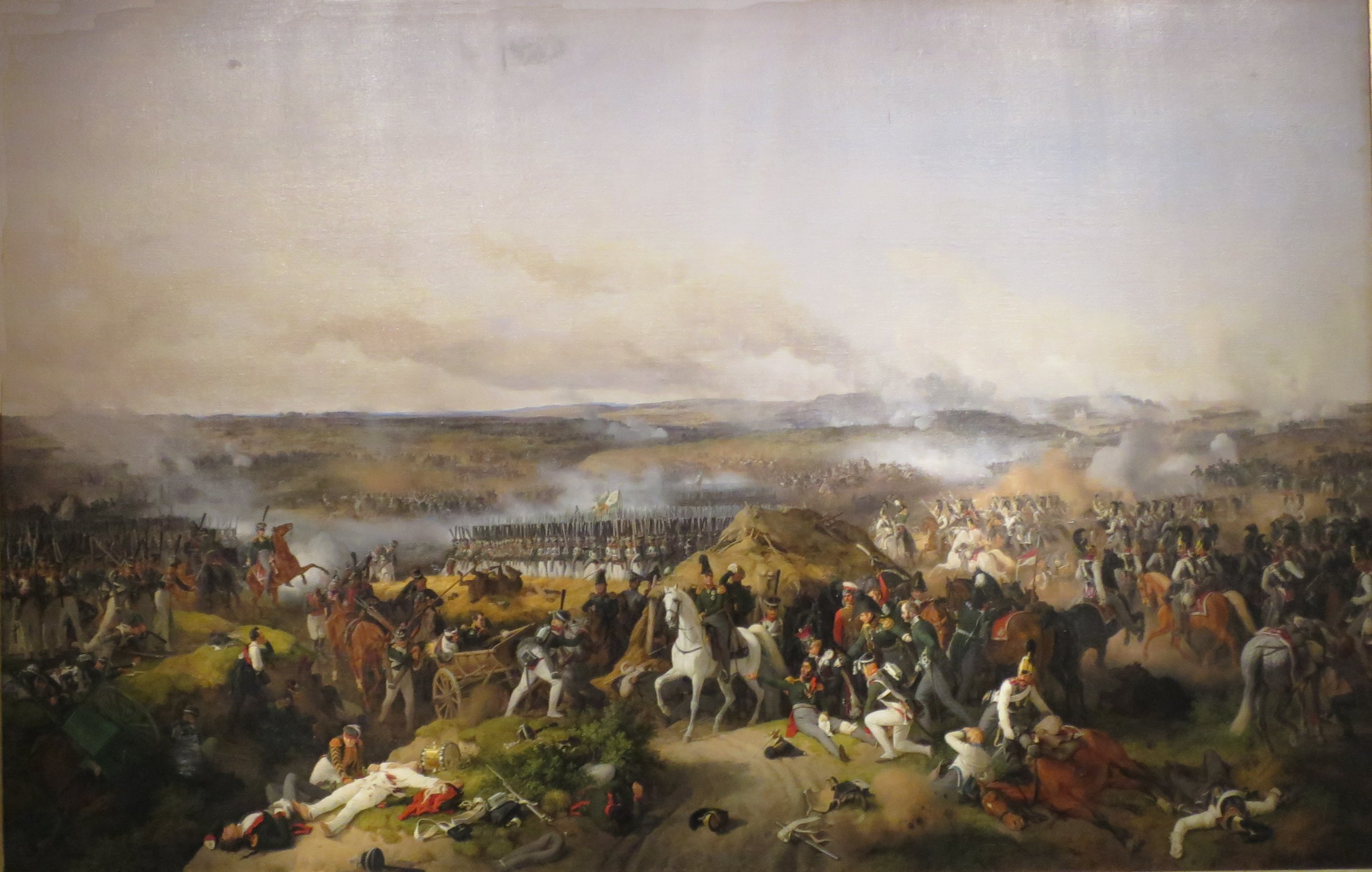
La batalla de Borodinó. Obra de Peter von Hess

Tras tomar Moscú, la Grande Armée emprendió la retirada de Rusia. Los soldados polacos tuvieron un comportamiento ejemplar pero las dificultades de abastecimiento causaron muchas bajas. En la batalla de Berézina, las unidades polacas volvieron a distinguirse, siendo los responsables de la victoria ya que de los 20 000 soldados de la Grande Armée que formaron parte de la batalla 7300 eran polacos (por solo 5000 franceses).

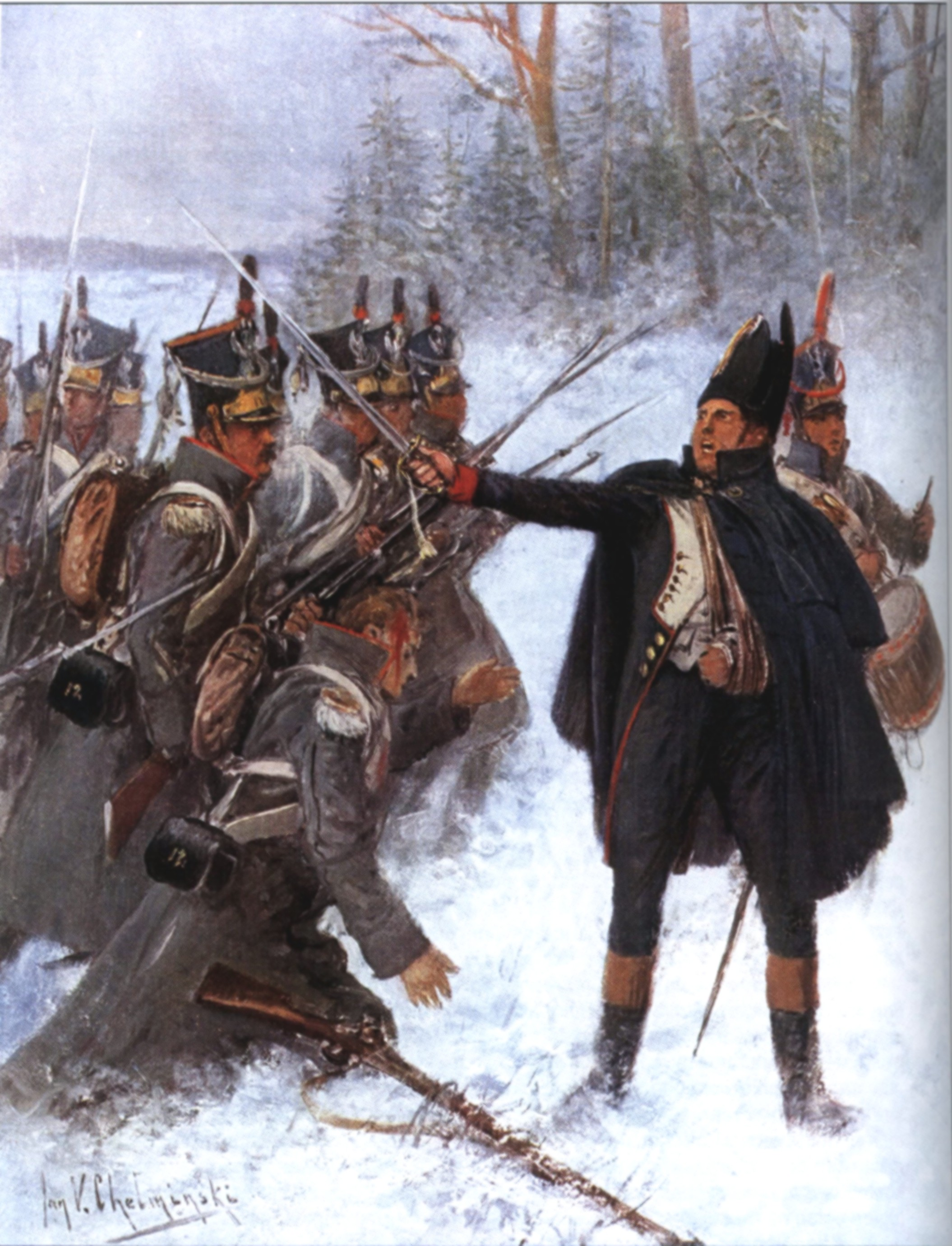
Soldados polacos en la batalla de Berézina. Obra de Jan Chełmiński

Tras el fracaso de la invasión de Rusia, el Imperio ruso trasladó sus tropas al oeste con la intención de expulsar a los franceses de Europa Central y atraerse al Imperio austriaco y a Prusia.
Por el Tratado de Breslavia, Alejandro I de Rusia se comprometía a restituir la Prusia anterior a la derrota en la batalla de Jena a cambio de apoyo militar. Este tratado sancionaba, de esta forma, la desaparición del Gran Ducado de Varsovia pero aún quedaba por derrotar al ejército napoleónico en el que se encontraban desplegadas las fuerzas polacas.
La campaña de 1813 tuvo como escenario principal a Alemania. Un ejército ruso-prusiano liberó Berlín, mientras que Gebhard von Blücher ocupaba Dresde, la capital sajona.
El 2 de mayo tuvo lugar la batalla de Lützen en la que Napoleón consiguió derrotar al ejército aliado mandado por Ludwig Adolf Peter zu Sayn-Wittgenstein. El 21 de mayo el ejército francés volvía a conseguir la victoria en la batalla de Bautzen, donde Alejandro I de Rusia y Federico Guillermo III de Prusia estuvieron a punto de ser capturados.
Parecía que Napoleón conseguiría la victoria y salvar de esa forma la existencia del Gran Ducado de Varsovia pero el Imperio austriaco decidió entrar en la guerra en favor de los aliados y envío a un gran ejército bajo el mando de Carlos Felipe de Schwarzenberg.
Tras una serie de batallas sin trascendencia estratégica, Napoleón decidió dar batalla en Leipzig.
La batalla de Leipzig (16-19 de octubre de 1813) fue una de las mayores de la Era Napoleónica. El ejército napoleónico contaba con 195 000 hombres mientras que la coalición aliada llegó a reunir más de 250 000. Tras varios días de combate, Napoleón asumió que no podía defender su posición por lo que decidió retirar a sus fuerzas. El día 19 comenzó la retirada pero mientras aún un gran número de tropas se encontraba en Leipzig se minó por error el puente sobre el río Elster, quedando miles de soldados atrapados en Leipzig. Algunos trataron de cruzar el río a nado y muchos de ellos perecieron ahogados. Entre ellos se encontraba Józef Antoni Poniatowski, quien doce horas antes había sido nombrado mariscal de campo por el mismo Napoleón.

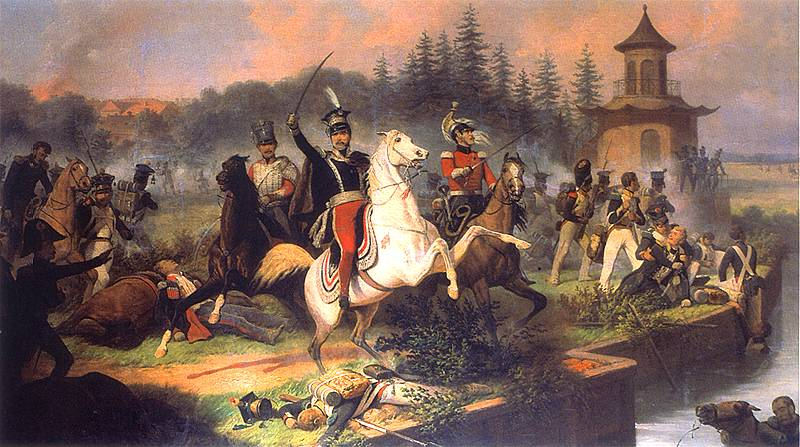
La muerte de Józef Antoni Poniatowski tras la batalla de Leipzig. Obra de January Suchodolski.

### El Congreso de Viena y la Cuestión polaca

Mapa del Reparto de Polonia tras el Congreso de Viena.

La Cuestión polaca fue uno de los asuntos que mayores debates produjo en el Congreso de Viena. Tanto Francia como el Imperio británico veían productiva la creación de un estado polaco que sirviese de freno a la expansión rusa en Europa Central y contaban con el argumento legitimista de la restauración de la monarquía existente hasta 1795. Tanto Viena como Berlín, estaban de acuerdo en el peligro que suponía la vecindad rusa pero la restauración de Polonia les obligaría a devolver territorios a los que no estaban dispuestos a renunciar, además alegaban que Polonia había dado muestras de alteraciones liberales y nacionalistas como las que se querían evitar con la celebración del Congreso de Viena.

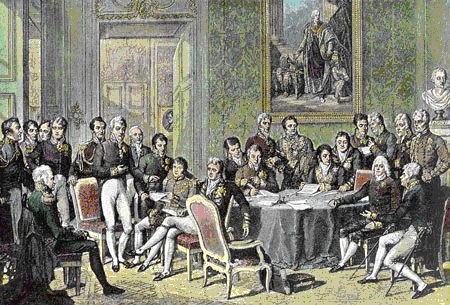
El Congreso de Viena. Obra de Jean-Baptiste Isabey

Alejandro I de Rusia, por su parte, quería seguir los consejos de Adam Jerzy Czartoryski que le aconsejaba oponerse a los repartos y reivindicar sus derechos al trono polaco. De esta manera, Alejandro I pensaba atraerse a la opinión pública polaca y crear un reino (zarato) que debía integrarse en el Imperio ruso, pero dotado de autonomía tanto política como cultural.
Con anterioridad, Alejandro I había firmado el Tratado de Kalisz (1813) con Prusia por la que esta renunciaba a sus territorios polacos y en contraprestación se hacía con Sajonia. Esto lo llevó a pensar que su proposición no contaría con demasiada oposición.
Sin embargo, Francia, Austria y Gran Bretaña recelaban del acercamiento ruso a Europa Central y empujaron a Prusia a aceptar reintegrar solo una parte de Sajonia mientras que el resto continuaba siendo un reino independiente bajo la influencia austriaca. Rusia, por su parte, aceptaba devolver a Berlín la Gran Polonia y Danzig. Austria, satisfecha con el acuerdo, entregó todas sus posesiones polacas a Rusia excepto el distrito de Tarnópol.
Por último, según el Congreso de Viena, la ciudad de Cracovia se convertía en ciudad libre bajo protección de Rusia, Prusia y Austria.
El 20 de junio de 1815, dejaba de existir oficialmente el Gran Ducado de Varsovia, y el pueblo polaco se veía repartido entre las tres potencias y con seis modelos distintos de administración. En la zona prusiana estaba el Gran Ducado de Posen que era en teoría autónomo; y la provincia de Prusia Occidental, que se encontraba bajo la directa administración de Berlín. Las provincias incorporadas al Imperio austríaco conformaban el Reino de Galitzia y Lodomeria (sur de Volinia). Las tierras occidentales que habían caído en manos rusas integraban el Zarato de Polonia, bajo la soberanía del zar Alejandro I, mientras que Curlandia, Lituania, Bielorrusia, Volinia y Podolia formaron gubernias del Imperio ruso.

Según el Congreso de Viena, la libre circulación de personas y mercancías quedaba garantizada, pero las potencias intentaron integrar las zonas polacas dentro de su territorio y su economía además de desarrollar planes culturales tendentes a romper la identidad polaca y favorecer la germanización o rusificación de la oligarquía local.

## El Levantamiento de Noviembre
El Zarato de Polonia —también conocido como la Polonia del Congreso— integraba al 80 % de la población polaca.
En noviembre de 1815, Alejandro I de Rusia decretó una Constitución, redactada por una comisión presidida por Adam Jerzy Czartoryski. Por medio de esta Constitución, el zar delegaba en la figura de un virrey (naméstnik), que en principio sería el general Józef Zajączek. Un Consejo de Estado (Rada Stanu) asumía las funciones legislativas; este consejo estaba presidido por el virrey y sus integrantes eran elegidos por el zar. También existía un Consejo Administrativo (Rada Administracyjna) que proponía las leyes que debían ser votadas por el Sejm, Dieta bicamaral que contaba con Senado (integrado por los magnates) y Cámara de diputados (elegidos mediante el voto censitario). La constitución establecía, asimismo, un ejército propio, libertad de imprenta e igualdad jurídica y religiosa.
A pesar de lo avanzado del modelo político, Alejandro I adoptó medidas autocráticas que fueron motivo de crítica en Polonia. Así envío a un Comisionado Imperial, Nicolás Novosiltsov, quien anulaba la autoridad del virrey y tenía la capacidad de suspender las sesiones del Sejm cuando existían críticas a la autoridad del zar.
Ante las críticas al zar y la oposición de gran parte de los liberales a los intereses rusos, las universidades de Vilna, Cracovia y Varsovia, así como las salas de oficiales del Ejército del Reino comenzaron congregar conspiraciones y organizaciones secretas. Estas conspiraciones fueron el detonante de una dura represión por parte de las autoridades zaristas, la oficialidad del ejército sufría constantes purgas y se envió a prisión a patriotas como Walerian Lukasinski o Adam Mickiewicz, además se decretó la censura de la prensa.
Con la muerte de Alejandro I en 1825 y el estallido de la sublevación de los decembristas en Rusia, se produjeron disturbios en varias ciudades polacas que fueron reprimidos violentamente.

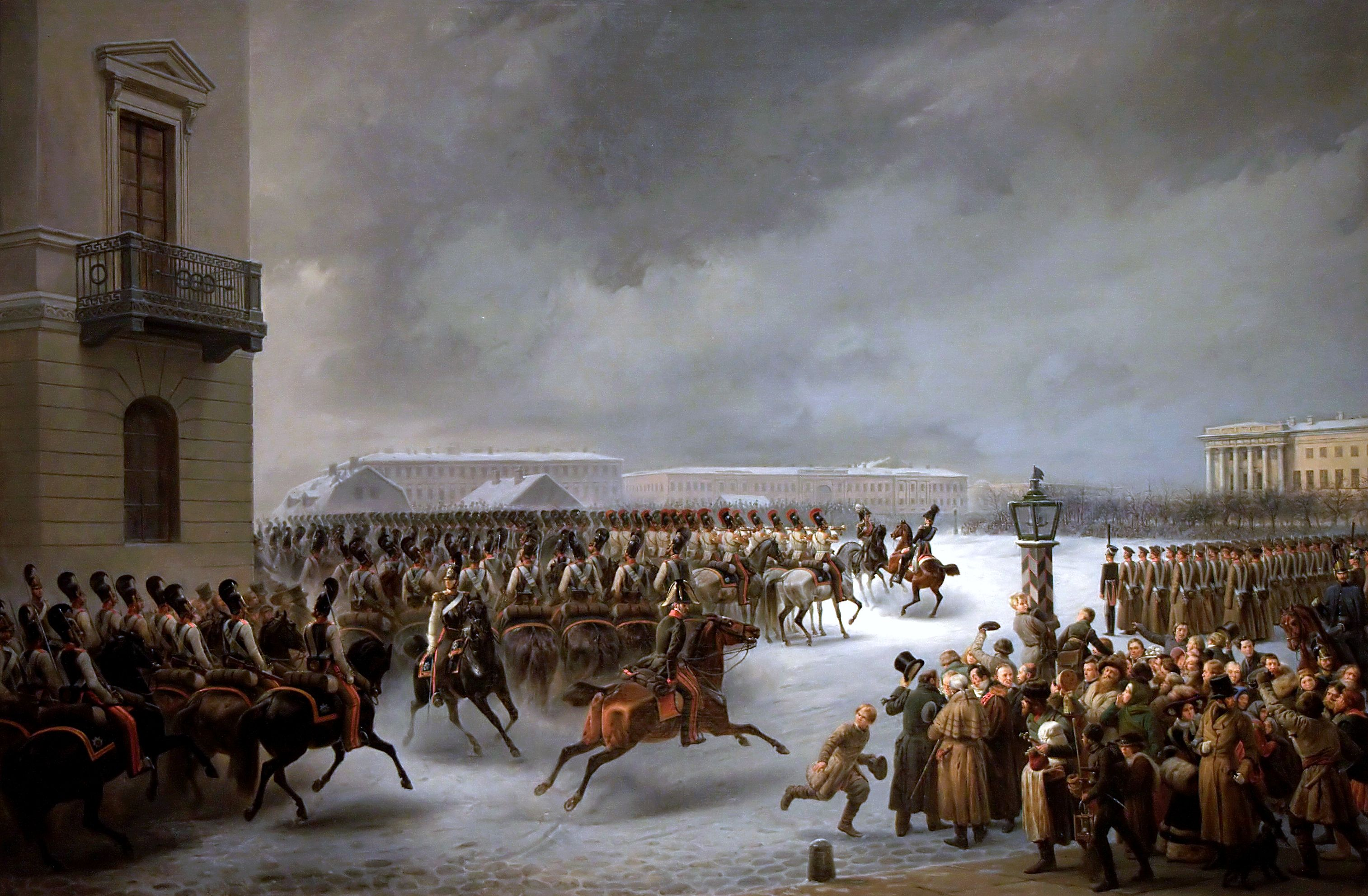
Represión de la revuelta decembrista. Obra de Vasili Timm.

Nicolás I de Rusia tuvo una actitud hacía Polonia más autocrática. El Sejm dejó de actuar entre 1825 y 1830; evitó coronarse como rey polaco en Varsovia; y tras el fallecimiento de Józef Zajączek decidió no nombrar un nuevo virrey poniendo al país bajo la autoridad de su hermano, el gran duque Constantino Pávlovich Románov.
La expansión de una ola revolucionaria en 1830 por Europa alcanzó Polonia. Las conspiraciones dieron comienzo y el sector independentista del ejército del Reino se mostró muy activo.
Cuando cundió el rumor de que el ejército del Reino iba a ser puesto bajo la disposición de la Santa Alianza para combatir contra Bélgica, que se había independizado del Reino de los Países Bajos, las conspiraciones se pusieron en marcha.
La noche del 29 a 30 de noviembre de 1830, cadetes de la Escuela de Suboficiales asaltaron el Palacio del Gran Duque y se apoderaron de su arsenal. Una vez armados los habitantes de Varsovia, tomaron el control de la ciudad. El gran duque Constantino huyó vestido de mujer y declinó la utilización del ejército del Reino contra la sublevación.
Ante lo peligroso del levantamiento, los políticos conservadores y los militares se hicieron con el poder para evitar que los más exaltados se hicieran con el mismo. Se nombró a Adam Jerzy Czartoryski como presidente de un Consejo de Administración donde también figuraban Józef Chlopicki y Joachim Lelewel. Este Consejo siguió reconociendo la autoridad del zar ya que tenían esperanzas de que Nicolás I reinstaurara el sistema constitucional de 1815. Se envió una delegación a San Petersburgo para negociar, mientras solicitaban la asistencia del Imperio británico, de Luis Felipe I de Francia y de Klemens von Metternich. Los liberales veían con inquietud las aspiraciones de los conservadores y se dio inicio a enfrentamientos internos que paralizaron cualquier política coherente.
Los enfrentamientos parlamentarios llevaron a Józef Chlopicki a proclamarse dictador el 5 de diciembre de 1830 pero cuando la misión diplomática, que había viajado a San Petersburgo, volvió con la negativa del zar dimitió ante el Sejm el 18 de enero de 1831.
Viendo que no existía posibilidad de reconciliación con el zar, el 25 de enero se depuso a Nicolás I como Rey de Polonia y se proclamaba la independencia. El día 30, se nombró un gobierno nacional presidido por Adam Jerzy Czartoryski.
Los enfrentamientos entre liberales y conservadores hicieron que el ejército polaco no pudiera preparar la defensa de su territorio. El gobierno de Varsovia evitó la movilización general y perdió el favor del campesinado al vetar los grandes terratenientes una reforma agraria. Al ejército polaco se unieron voluntarios de la Polonia prusiana, Lituania, Cracovia y Galitzia para formar un ejército de 70 000 soldados que debería hacer frente a la maquinaria bélica rusa que estaba preparando una invasión con más de 115 000 soldados.

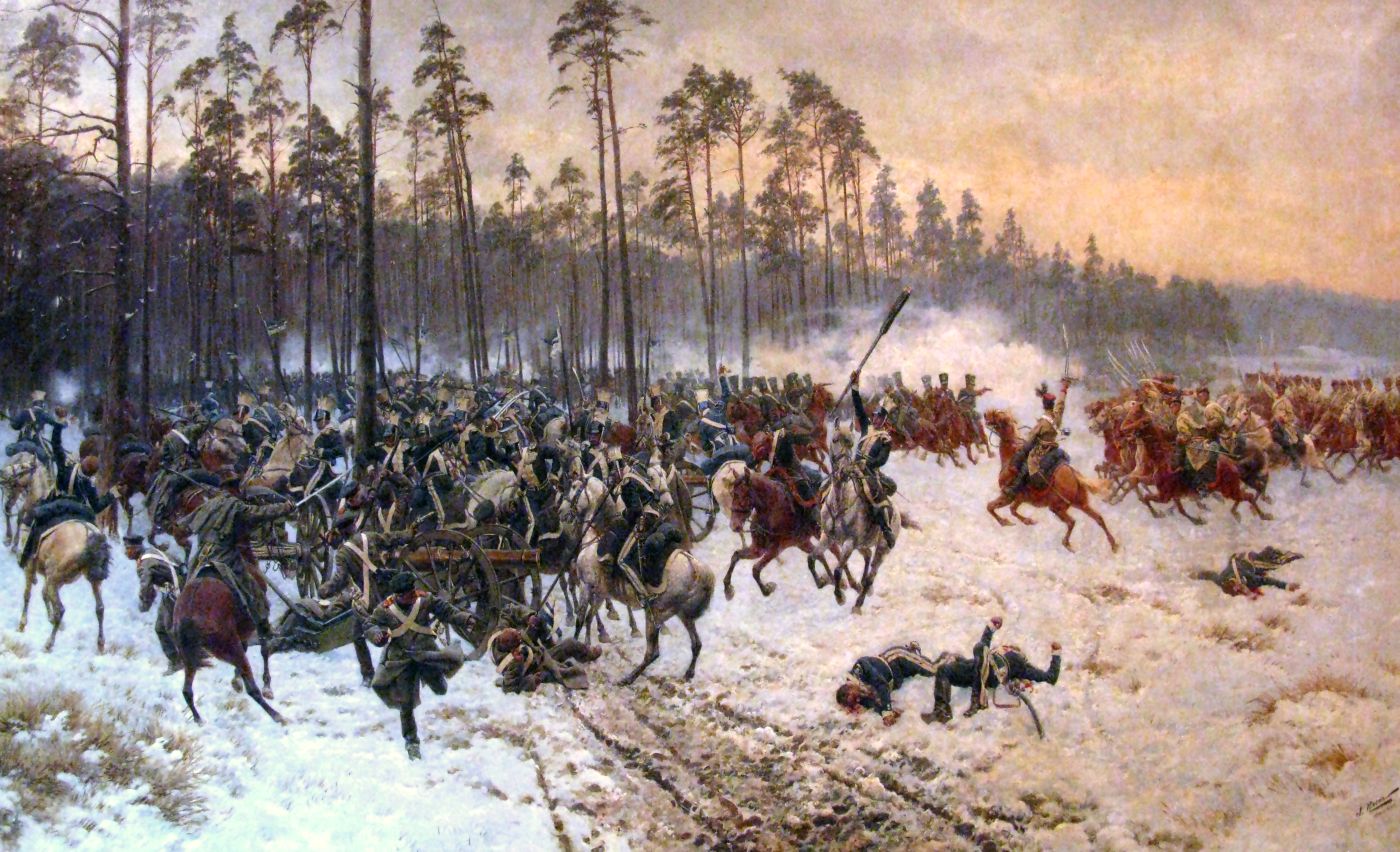
Batalla de Stoczek. Obra de Jan Rosen

En febrero de 1831, comenzó la ofensiva rusa. Los polacos se enfrentaron a las fuerzas rusas en Stoczek, Wawer y Olszynka Grochowska (20 de febrero) donde pudieron detener a las fuerzas rusas. Poco después, un levantamiento en Lituania hizo que varios destacamentos rusos tuvieran que desplazarse hacia el norte.
En abril, la insurrección se extendió por Podolia y Volinia, pero en esta zona los insurrectos polacos tuvieron que hacer frente a la contraofensiva de los campesinos rutenos.

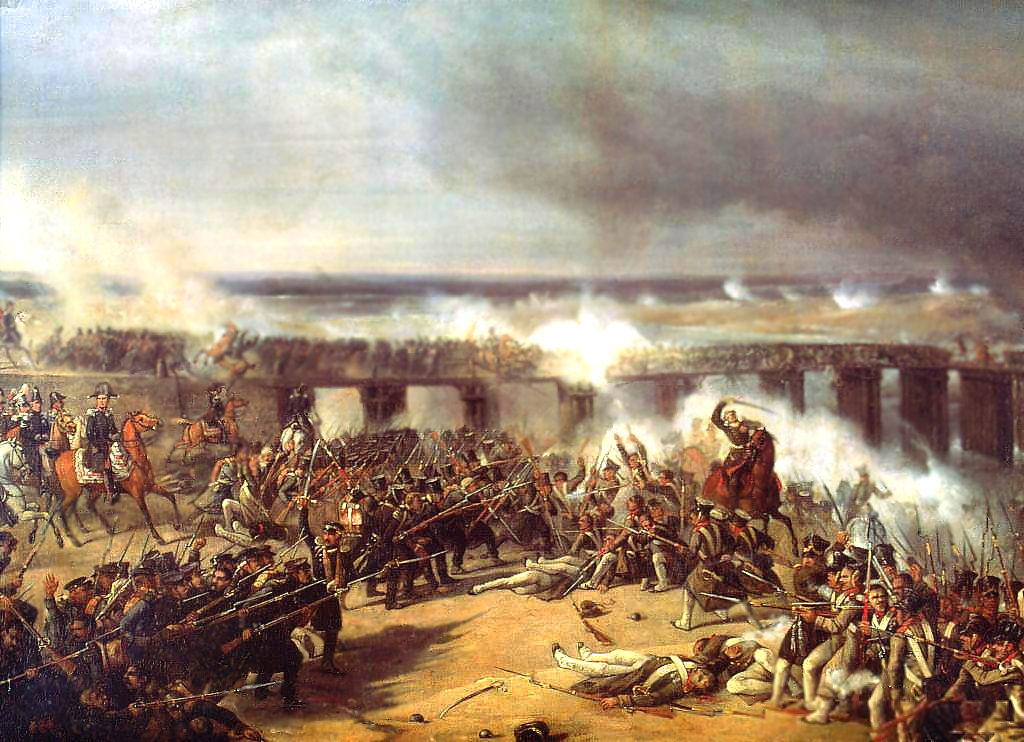
La batalla de Ostroleka. Obra de Karol Malankiewicz

El 26 de mayo, los polacos fueron derrotados en Ostroleka lo que supuso una radicalización de la insurrección. Varios dirigentes conservadores fueron asesinados por los radicales polacos y, para evitar que se extendieran los motines, se nombró dictador a Jan Krukowiecki. Este nuevo régimen duro poco; el 8 de septiembre, tras dos días de lucha, Varsovia caía en poder ruso y el resto de las fuerzas del Ejército del Reino se dirigió hacía Prusia, hacía donde cruzaron el 5 de octubre 20 000 soldados. Modlin y Zamosc, últimas fortalezas en manos polacas caían días después.

### Consecuencias del Levantamiento de Noviembre

Desfile militar en la Pradera de la Zarina en San Petersburgo para festejar el aplastamiento del Levantamiento de Noviembre. Por Grigori Chernetsov.

Como consecuencia del Levantamiento de Noviembre, el gobierno zarista derogó la Constitución de 1815 y Polonia fue víctima de una ocupación militar que duraría meses. Algunos independentistas fueron sentenciados a muerte y otros deportados a Siberia y las universidades de Vilna y Varsovia, al ser consideradas un foco de conspiraciones, fueron clausuradas; toda manifestación de la cultura polaca fue prohibida y cerrados los periódicos escritos en polaco.
En febrero de 1832, el zar decide suavizar las medidas y decreta un Estatuto Orgánico más restrictivo que la Constitución. En 1837, además dividió Polonia en ocho gubernias –que serían reducidas a cinco en 1844– y la administración del país fue totalmente controlada desde San Petersburgo, los polacos servirían en el ejército ruso pero aquellos que llegasen a oficiales serían enviados a frentes lejanos como el Cáucaso o Asia Central y quien desease ingresar en la administración debía demostrar un perfecto dominio del idioma ruso.
Otra consecuencia del fracaso del Levantamiento de Noviembre fue la Gran Emigración de alrededor de 10 000 militares, diputados, funcionarios e intelectuales nacionalistas que emigraron a Bélgica, Italia y Francia. Los emigrados realizaban campañas independentistas, pero pronto empezaron a dividirse en dos facciones: los blancos o conservadores, bajo el liderazgo de Adam Jerzy Czartoryski y que proponían un sistema de monarquía parlamentaria y confiaba en poder llevar adelante sus planes sin tener que recurrir a la guerra sino por medio de la diplomacia, por medio del apoyo franco-británico que debía responder a la amenaza rusa en la Cuestión Oriental; los rojos o radicales, bajo el liderazgo de Joachim Lelewel, esperaban que un gran levantamiento nacional, con la burguesía y la nobleza liderando a la sociedad, pudiera restablecer la nación polaca, que se organizaría como una república parlamentaria.
La facción roja llegó a intentar llevar adelante un levantamiento en 1833, pero solo se consiguió que las autoridades rusas aumentasen la represión.

## La política de germanización en la Polonia prusiana
La Polonia que había quedado en manos de los prusianos fue dividida entre el Gran Ducado de Posen y la Prusia Occidental. En Prusia occidental, la población polaca era minoría y estaba bajo control directo de Berlín; pero en el Gran Ducado de Posen era mayoría y era teóricamente autónomo, bajo el control del duque-gobernador Antoni Radziwill, quien estaba emparentado con la casa real prusiana por medio del matrimonio. La autoridad prusiana se veía asegurada por la presencia de un gobernador provincial (Oberpräsident) que representaba al gobierno berlinés.
El sistema de gobierno era constitucional, con una Dieta regional (Landtag), elegida por sufragio indirecto e integrado por la oligarquía local.
El levantamiento de noviembre en la Polonia del Congreso llevó al gobierno de Berlín a tomar medidas para evitar disturbios nacionalistas en el Gran Ducado de Posen.
Se cesó a Antoni Radziwill, por ser considerado cercano a los nacionalistas, y todas sus atribuciones políticas pasaron a manos de Eduard von Flottwell, que era el Oberpräsident; se fomentó la emigración de familias alemanas al Gran Ducado de Posen para que los polacos no fueron una mayoría tan aplastante; la enseñanza en alemán se vio apoyada y se decretó que todos los registros administrativos se realizaran en esa lengua; se despojó a la Dieta de la facultad de nombrar funcionarios que eran encomendados a prusianos, alemanes o polacos germanizados.
También se intentó combatir la influencia social de la Szlachta y del clero pero cuando se intentó instituir la enseñanza en alemán y la germanización del clero la fuerte oposición hizo que Berlín se echase atrás.
En 1840, con la subida al trono de Federico Guillermo IV de Prusia que llevó a cabo una política liberal con la destitución de Flottwell y el final de la política de fomento de emigración alemana.
Sin embargo, el nacionalismo polaco había crecido en estos años y se habían establecido asociaciones secretas como el Comité Central de Poznan, dirigido por Karol Libelt, que esperaba preparar un gran levantamiento.

## Los levantamientos de 1846-1848
Las organizaciones secretas polacas habían planificado un levantamiento que debía comenzar en febrero de 1846 en Posnania y Galitzia pero la policía austriaca detuvo a los responsables y el levantamiento parecía que iba a fracasar antes de realizarse. Sin embargo los agitadores de Cracovia seguían en libertad y se hicieron con el control de la ciudad libre. Desde allí realizaron un Manifiesto a toda la nación polaca.
Desde Viena se vio con incertidumbre que magnates de Galitzia apoyaran la sublevación, e iniciaron políticas para atraerse a las élites polacas, mientras que en Lodomeria el campesinado ruteno se levantó contra los señores polacos, destruyendo muchas granjas y matando a los propietarios polacos.

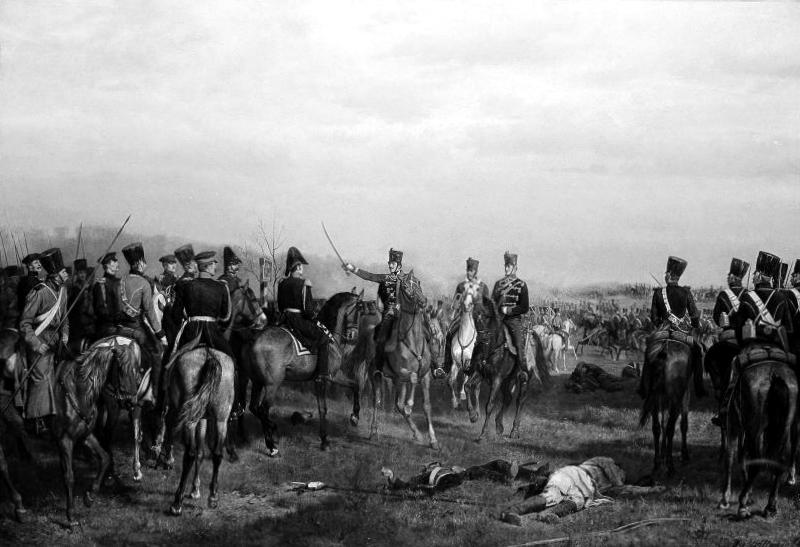
Escena de la insurrección polaca en Galitzia 1846. Obra de Siegmund L'Allemand

Aislados, la milicia formada en Cracovia sucumbió contra el ejército austriaco en Gdow. El líder polaco, Edward Dembowski, moría el 27 de febrero de 1846 en Cracovia en los enfrentamientos contra los austriacos. Días después (3 de marzo) la ciudad fue ocupada militarmente y convertida en Gran Ducado dependiente del Imperio austriaco.
Con el inicio de las revoluciones de 1848, los polacos se verían empujados a lograr una mejora en la Cuestión Polaca. Los territorios polacos de Prusia lograron el establecimiento de un régimen de autogobierno en Posnania y la creación de un ejército de 6000 soldados. Sin embargo, poco después el Comité Nacional Posnanio aceptó la exigencia del desarme de estos soldados, pero ellos se negaron y tuvo que actuar el ejército prusiano para neutralizar la amenaza polaca.
La revolución de 1848 en los territorios de los Habsburgo tuvo impacto en Cracovia. El día 15 de marzo, estudiantes y trabajadores asaltaron la cárcel para liberar a los presos políticos y en Lemberg se destituía al virrey. En ambos territorios se formaron Comités Nacionales, una Guardia Nacional y se redactó un manifiesto pidiendo un gobierno autónomo y otras libertades sociales.
Se envió una comisión a Viena para entrevistarse con el emperador Fernando I de Austria pero este contemporizó y finalmente redactó, para la totalidad de sus territorios, la Constitución austriaca del 25 de abril, que daba a los territorios polacos una autonomía limitada con una Dieta Regional y una Guardia Nacional de 20 000 soldados.
El gobierno de Viena contraatacó además, con la supresión del derecho del señor a reclamar el trabajo gratuito de los agricultores y otras cargas feudales por lo que se ganó la simpatía del campesinado, tras lo cual acusó a Cracovia de preparar un levantamiento y bombardear la ciudad, hasta que se aceptó la supresión de la Guardia Nacional y del Comité Nacional.
Lemberg capituló, asimismo, cuando las tropas austriacas amenazaron con bombardear la ciudad. Tras el levantamiento se decretó el estado de excepción y las organizaciones políticas fueron prohibidas.
Como consecuencia de los levantamientos de 1846 y 1848, el Imperio austriaco mantuvo la ley marcial en Galitzia y Lodomeria hasta 1854 pero desde Viena comenzó a verse a las oligarquías polacas como un buen aliado para luchar contra el nacionalismo ruteno que era proclive a las ideas paneslavicas de Rusia. Por esta razón se nombró al polaco Agenor Goluchowski como gobernador y se fomentó la enseñanza en polaco en las zonas ucranianas.
En Prusia, sin embargo, se suprimió el Gran Ducado de Posen que se convirtió en una provincia prusiana.
En la Polonia del Congreso, la intervención de las potencias occidentales en la Guerra de Crimea despertó la esperanza de que Napoleón III apoyara la causa polaca como había hecho con la causa italiana. Pero los polacos blancos y los polacos rojos no se ponían de acuerdo en la manera de alcanzar la independencia.
El final de la guerra de Crimea y la ascensión de Alejandro II al trono de Rusia levantó expectativas ya que se pensaba que era un zar liberal. Se promulgó una amnistía y se devolvieron sus posesiones a aquellos que habían sido objeto de persecución política.

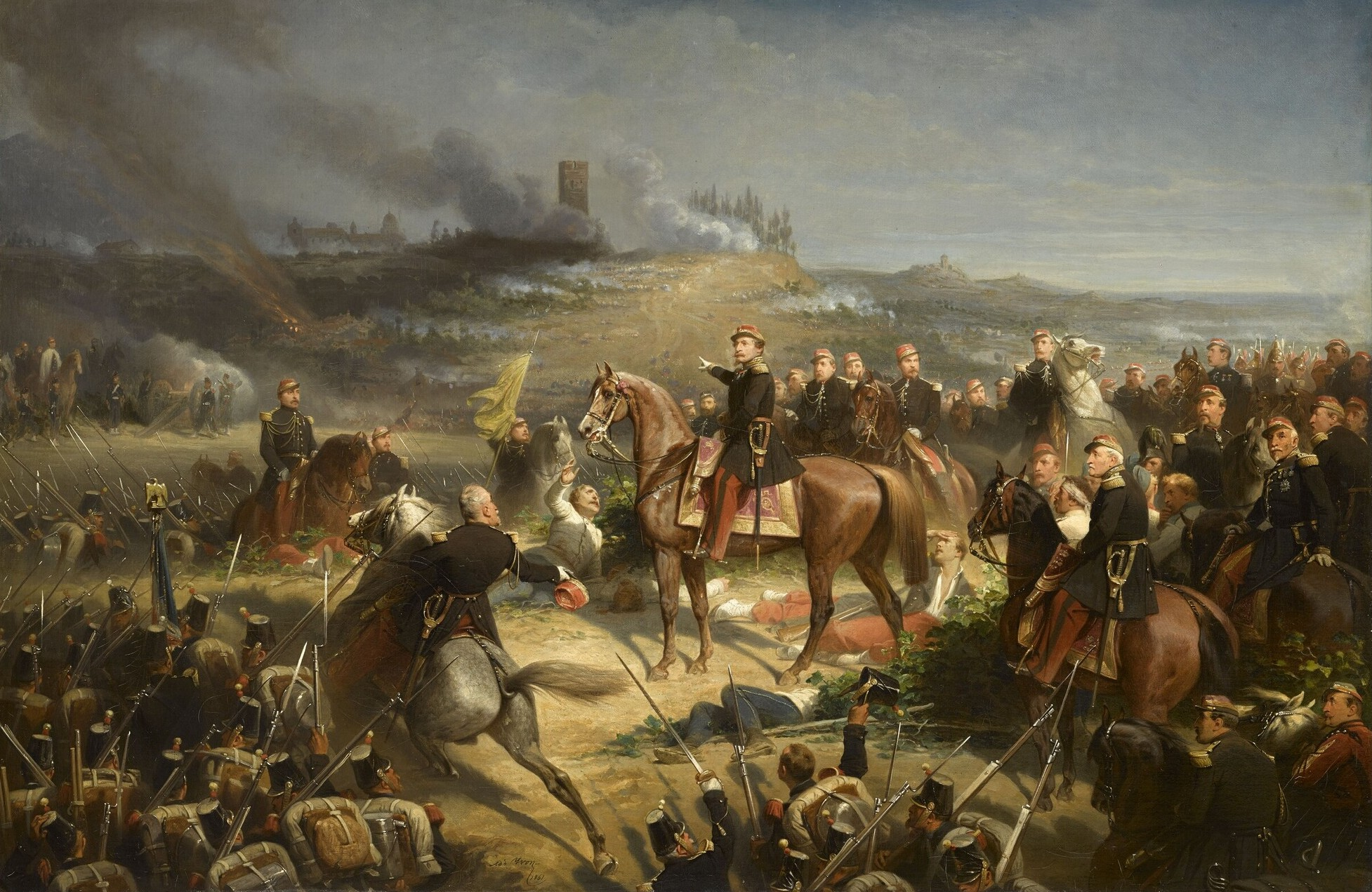
Napoleón III en la batalla de Solferino. Los patriotas polacos esperaban que Napoleón III apoyase la causa polaca de la misma forma que había hecho en Italia. Obra de Adolphe Yvon

En 1861 se promulgó la abolición de la servidumbre de la gleba pero gradualmente lo que creó descontento entre los polacos. Hubo manifestaciones y se reprimieron con dureza. En 1861, los rojos iniciaron una sublevación en el Castillo Real de Varsovia que fue reprimida, como consecuencia de ella se culpó a la Iglesia católica de encabezar el movimiento nacionalista y se decretó el estado de excepción. Pero el zar, deseoso de alcanzar la paz, realizó una devolución parcial del autogobierno nombrando gobernador a un polaco, Aleksander Wielopolski; se reabrió la Universidad de Varsovia y se reanudaron las actividades de la Iglesia católica.

## Levantamiento de enero (1863)

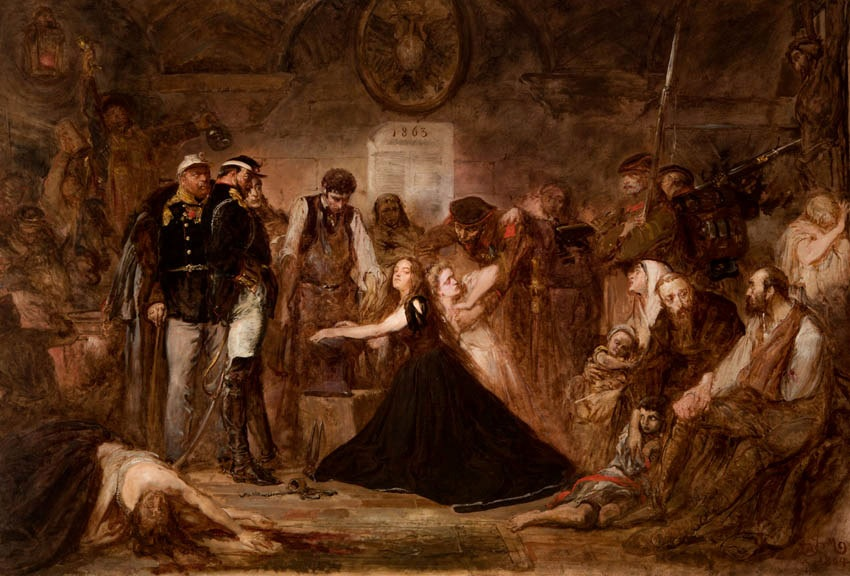
Pintura alegórica de Jan Matejko que muestra las consecuencias del fracaso del levantamiento de enero. Los cautivos esperan ser transportados a Siberia mientras oficiales y soldados rusos supervisan como un herrero instala grilletes en las muñecas de una mujer que representa a Polonia. La mujer rubia detrás de ella, representa a Lituania.

Estas medidas no fueron suficientes para la facción roja de los nacionalistas polacos y se creó un gobierno clandestino liderado por Stefan Bobrowski que debía iniciar un levantamiento en la primavera de 1863. La policía zarista seguía los pasos de Bobrowski y de los revolucionarios lo que hizo que se adelantase el levantamiento a enero.
El 22 de enero de 1863 se proclamó un Gobierno Nacional Provisional y se realizó un manifiesto a los polacos, lituanos y ucranianos proclamando la independencia y la restitución de las antiguas fronteras de la Mancomunidad Polaco-Lituana. Según el manifiesto se establecería un gobierno constitucional, una reforma agraria favorable a los campesinos y derechos civiles para judíos y ortodoxos.
Los insurrectos polacos se organizaron en guerrillas y pronto tomaron el poder de las zonas rurales. Sin embargo, los rusos siguieron dominando la Ciudadela de Varsovia y las ciudades.
Los gobiernos prusiano y austriaco miraron con inquietud la revuelta polaca, con miedo a que se extendiese por sus territorios polacos y Otto von Bismarck llegó a ofrecer al gobierno de San Petersburgo una acción militar conjunta que fue establecida en la Convención de Alvensleben.
Napoleón III reivindicó, para Polonia, una autonomía especial dentro del Imperio ruso e incluso llegó a plantear la reconstitución de un reino polaco independiente, dando a entender que estaría dispuesto a llegar a la guerra contra Rusia. Estas manifestaciones del emperador francés se basaban en lo que él creía era la opinión pública de su país donde los católicos liberales de Charles de Montalembert, los miembros de la oposición republicana de Jules Favre y los bonapartistas de Napoleón Jerónimo hacían campaña a favor del pueblo polaco. Pero los círculos económicos eran contrarios a cualquier amenaza hacía Rusia y parte de la población se oponía a cualquier aventura belicista por lo que, presionado, finalmente Napoleón III tuvo que desistir de apoyar a los polacos.
El Imperio británico, por su parte, se mostraba en contra de la constitución de un país católico en Europa del Este que pudiera servir de apoyo a la política francesa.
En febrero de 1863, Eugenia de Montijo aprovechó una conversación con Klemens von Metternich para proponer una reconstrucción de Europa por la cual existiría una Polonia bajo el gobierno del rey de Sajonia o de un archiduque austriaco; Prusia perdería Posen y Silesia pero recibiría Sajonia y Hanover; Austria perdería Galitzia y Venecia, que iría a parar al Reino de Italia pero obtenía Silesia y los estados de Alemania del sur; Rusia perdería los territorios polacos pero obtendría gran parte de los territorios otomanos en Asia, Constantinopla sería para Grecia; Francia obtendría los territorios al oeste del Rin. Al mes siguiente se iniciaron relaciones diplomáticas pero la remodelación no fue aceptada por el gobierno de Viena.
Napoleón III siguió con la presión diplomática y el 4 de noviembre de 1863 declaraba:

«El edificio político establecido en 1815 está en trance de ruina. En casi todas partes los Tratados de Viena son destruidos, modificados, desconocidos o amenazados.»

Sin embargo, estas declaraciones despertaron desconfianza en Londres y en las capitales europeas que decidieron no ayudar a los polacos por lo que Napoleón III en solitario terminó sin enviar ayuda militar a los polacos.
Los nacionalistas polacos, además, empezaron a dividirse y Stefan Bobrowski tenía muchas dificultades para controlar al comandante Ludwik Mieroslawski. En Lituania, la sublevación fracasó rápidamente y los rusos tomaron el control fácilmente y en Podolia y Volinia los campesinos rutenos se opusieron a los polacos.

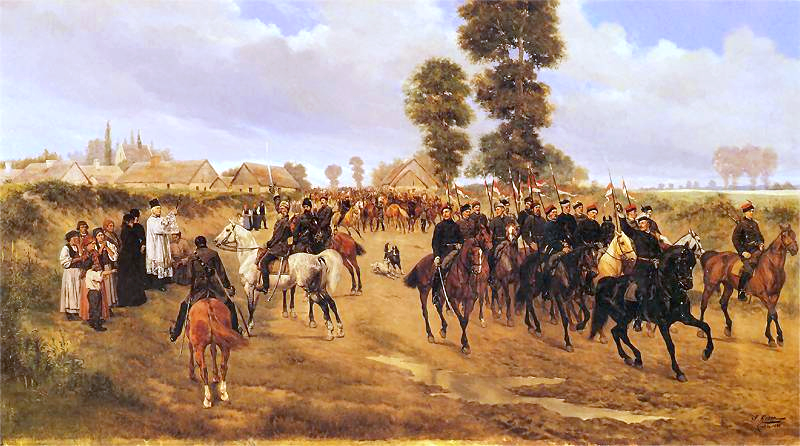
Patrulla de patriotas polacos durante el levantamiento de enero. Obra de Jan Rosen.

El nuevo virrey ruso, Fyodor von Berg, asumió el control total de Varsovia y Alejandro II anunció una reforma agraria para la Polonia del Congreso que superaba lo que los patriotas podían ofrecer a los campesinos. En octubre, Romuald Traugutt fue nombrado dictador pero los rusos rápidamente se hicieron con el control y en abril de 1864 capturaron a Traugutt y a cuatro ministros que fueron condenados a pena de muerte.
Con estas medidas se podía dar por terminado el levantamiento de enero. En abril de 1865 las últimas unidades polacas se internaron en suelo prusiano, donde las autoridades prusianas entregaban a los rusos a los insurgentes.

## La revuelta de 1905

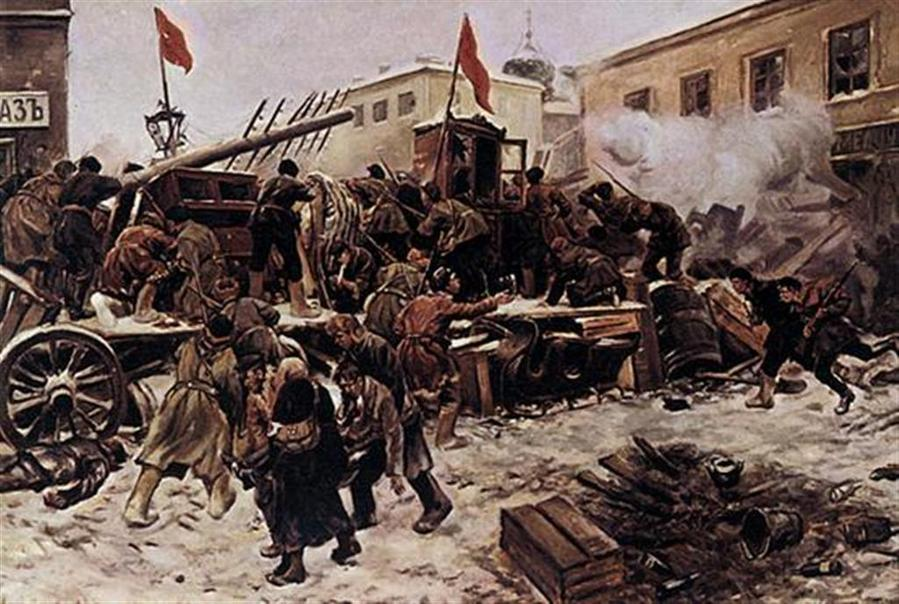
Pintura de la Revolución de 1905 en Rusia. La imagen muestra la construcción de barricadas en Moscú para luchar contra la policía y el ejército.

Tras fracasar el recurso de la revuelta armada surgió un nuevo nacionalismo polaco, alejado del nacionalismo romántico limitado a la nobleza y a los intelectuales, y que era el resultado de los cambios sociales y económicos experimentados por Polonia con el crecimiento demográfico y la industrialización, cambios que convirtieron al nacionalismo polaco en un movimiento popular que ponía el énfasis en la defensa del catolicismo, la etnicidad y la lengua polaca, símbolos de su cultura.
A finales del siglo XIX surgió el Partido Nacional Demócrata (Endecja), dirigido por Roman Dmowski, creado en 1897; y el Partido Socialista Polaco liderado por Józef Piłsudski en 1892 quienes protagonizarían la vida política de la Polonia de principios del siglo XX.
Cuando el 22 de enero tuvo lugar el Domingo Sangriento de San Petersburgo una oleada de huelgas revolucionarias se extendió por toda Rusia. Esta oleada no tardó en llegar a la Polonia del Congreso donde los Partidos Socialistas y sindicatos se lanzaban a una frenética actividad y las manifestaciones fueron multitudinarias en Varsovia, Czestochowa, Lodz y la cuenca del Dabrowa. Los obreros protestaban contra el absolutismo y exigían mejoras en sus condiciones de trabajo. Tuvieron lugar enfrentamientos contra la policía y el ejército zarista en los que hubo cientos de muertos. En Lodz, donde las protestas terminaron en una batalla campal de tres días entre los huelguistas y la policía, se decretó el estado de excepción.
El 19 de agosto de 1905, Nicolás II anunciaba una convocatoria de la Duma Imperial de Rusia en la que se representaría la sociedad pero no sirvió para calmar los ánimos. Solo cuatro días después, la ley marcial era decretada en Varsovia.
Las huelgas se extendieron a estudiantes universitarios y maestros que luchaban contra la rusificación de la enseñanza. En Leczyca estalló una fuerte huelga por este motivo y en junio de 1905, Nicolás II decretaba la posibilidad de estudiar en lengua polaca en las escuelas privadas.
Para apaciguar la situación, el 25 de agosto de 1905 era impuesta la ley marcial y en el periódico “Kurier Warszawski” se publicaban las restricciones que el gobernador ruso, general Konstantín Maksimóvich, obligaba a los ciudadanos polacos si no querían enfrentarse a severos castigos.
En octubre de 1905, el zar aceptó abrir un proceso constitucional con la legalización de los partidos políticos y las elecciones a la Duma para todo el Imperio ruso. El Partido Socialista Polaco pidió la abstención a estas votaciones mientras que la Endecja veía en las votaciones una vía por la que lograr el autogobierno, creando un sector polaco en el parlamento ruso que pudiera obtener influencia política. De esta forma, en las elecciones de 1906, la Endecja se hizo con los 34 diputados asignados a Polonia. Este éxito de la Endecja no pudo ser rentabilizado porque en verano de 1906, Nicolás II se veía lo suficiente fuerte como para disolver la Duma. Las nuevas votaciones dieron 36 diputados a los polacos y Roman Dmowski fue elegido presidente de la Duma aunque poco después fue nuevamente disuelta. Tras reformar el sistema electoral solo 13 diputados polacos pudieron acudir a la Duma y la Endecja, desencantado, perdió todo interés en intervenir en la política rusa.
Todavía quedaría un nuevo desencuentro entre el gobierno ruso y sus súbditos polacos cuando en 1909 se decidía desgajar el distrito de Chelm para agregarlo al distrito de Kiev. Aunque la sociedad polaca se movilizó para evitarlo, la medida se hizo efectiva en 1912.

## Laidea Piasty laidea Jagellón
Cuando la idea de que una guerra que afectase a las potencias podía ayudar a la independencia de Polonia se crearon dos proyectos de divergían radicalmente.
El proyecto apoyado por la Endecja tenía en cuenta que sus bases se encontraban en las regiones de Silesia y Posnania por lo que daban prioridad a la lucha contra el Imperio Alemán. Para ello pensaban apoyarse en el Imperio ruso, junto a quien derrotarían a alemanes y al Imperio Austro-Húngaro. El nuevo estado resultante incorporaría las regiones de Silesia y Pomerania que estaban bajo control alemán y podrían expandirse hacia Europa Central. Este proyecto fue llamado “idea Piast” en honor a la dinastía que había impulsado la expansión polaca hacia el oeste entre los siglos X y XIV.
El proyecto encabezado por el Partido Socialista Polaco (PPS) tenía como eje central la lucha contra el Imperio ruso y, aunque no descartaba contar como punto de partida como una nación bajo auspicio de los Habsburgo, su intención era aglutinar todos los pueblos del Este, entre los ríos Dniéper y Dviná Occidental. El nombre de este proyecto fue “idea Jagellón” en honor de la dinastía que gobernó Polonia entre los siglos XIV y XVI.

## La Primera Guerra Mundial
Cuando comenzó la guerra Alemania solo contaba con el VIII ejército en Prusia Oriental bajo el mando de Maximilian von Prittwitz. Se daba por sentado que el Imperio ruso, debido a la vastedad de su territorio tardaría en reunir sus tropas y durante ese tiempo, el Plan Schlieffen contaba con poder haber abatido la resistencia francesa. Al sur, los austrohúngaros, movilizaron el I, II, III y IV ejércitos para defender Galitzia. Sin embargo, los rusos se movilizaron antes de lo esperado y 19 divisiones de infantería y 8 de caballería (unos 400 000 soldados) se dirigieron contra Prusia Oriental dirigidos por los generales Paul von Rennenkampf y Alexander Samsonov. Ambos ejércitos se enfrentaron en la batalla de Stallupönen donde el general alemán Hermann von François atacó por sorpresa al frente de una división de 16 000 hombres a un regimiento ruso provocando 3000 bajas y 5000 prisioneros lo que provocó la ira de Maximilian von Prittwitz quien no había ordenado el ataque.
Envalentonados con la fácil victoria los alemanes iniciaron una ofensiva el 20 de agosto y se enfrentaron con los rusos en la batalla de Gumbinnen pero terminó en desastre alemán al ser flanqueados por los rusos y perdiendo 6000 hombres prisioneros. En un ataque de pánico, von Prittwitz ordenó la retirada hasta el Vístula dejando la mayor parte de Prusia Oriental para los rusos. 
Helmuth Johannes Ludwig von Moltke, jefe del Estado Mayor alemán, no pudo aceptar esta retirada que ponía en peligro Berlín y depusó a von Prittwitz de su mano y envió en su lugar a Paul von Hindenburg y Erich Ludendorff para que estabilizaran el frente, al tiempo que movilizaba divisiones del frente occidental para enviarlas de apoyo al frente oriental debilitando el avance alemán en Francia y provocando el establecimiento del frente de trincheras.
Hindenburg y Ludendorff reorganizaron el VIII ejército alemán y gracias a que conocían los movimientos del ejército ruso ya que Samsonov no se molestaba de cifrar sus órdenes pudieron planear como derrotar a los rusos. Entre el 26 y el 30 de agosto se desarrolló la batalla de Tannenberg. El VIII ejército alemán se dirigió contra el II ejército ruso, tras flanquearle cortó la retirada rusa entre Niedenburg y Willenburg rodeándoles completamente. El día 29 de agosto la artillería alemana se ocupó de pulverizar a los rusos. Al terminar la batalla, apenas 15 000 soldados rusos escaparon. Hindenburg y Ludendorff habían conseguido capturar a 92 000 soldados rusos y causar 78 000 bajas entre muertos y heridos a costa de 12 000 bajas propias.

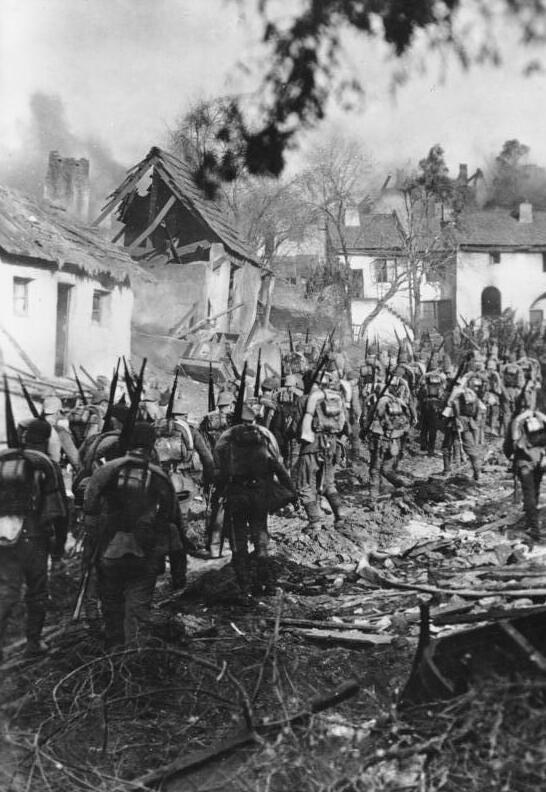
Infantería alemana avanzando durante la batalla de Tannenberg (1914)

El general Samsonov no pudo soportar la culpa de la derrota y se suicidó el 30 de agosto de 1914 cerca de Willenburg.
Pocos días después el ejército alemán lograba vencer al I ejército ruso en la primera batalla de los Lagos de Masuria donde causó otras 160 000 bajas rusas entre muertos, heridos y capturados.
En la zona sur de Polonia la situación era muy diferente. El jefe del ejército austrohúngaro Conrad von Hötzendorf había decidido atacar la Polonia rusa. El primer enfrentamiento entre rusos y austrohúngaros tuvo lugar en la batalla de Krasnik (23 de agosto) en la que el I ejército austrohúngaro logró su primera victoria de la guerra y capturar a 6000 soldados rusos. Las cosas parecían ir bien y el 31 de agosto hicieron 20 000 prisioneros rusos en la batalla de Komarow. Estas derrotas unidas a la derrota de Tannenberg pusieron en mala situación al ejército ruso pero se pudo reponer cuando Alekséi Brusílov derrotó a los austrohúngaros en la batalla de Gnila Lipa e hizo retroceder al sur los ejércitos austrohúngaros 4.º y 1.º. Este repliegue fue aprovechado por los rusos en la batalla de Rawa en las que las tropas del Emperador sufrieron 120 000 bajas por 34 000 rusas.

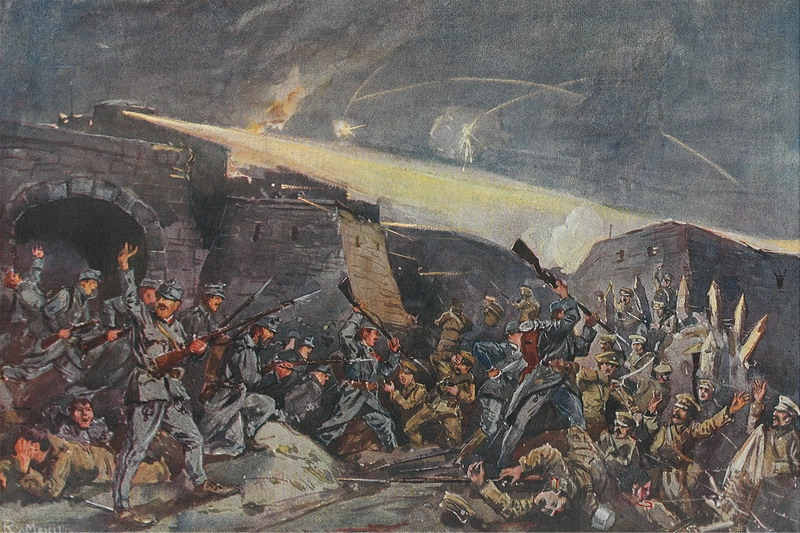
Combate durante el Asedio de Przemyśl

Uno de los graves problemas del ejército austrohúngaro era que los soldados eslavos se negaban en contadas ocasiones a combatir rindiéndose a los rusos, a los que consideraban sus hermanos de raza.
Para septiembre, los rusos pusieron bajo asedio la fortaleza de Przemyśl. El 24 de septiembre se lanzaron a las tropas rusas al asalto de la ciudad pero, debido a la falta de preparación artillera del asedio, las tropas fueron contenidas y sufrieron cuarenta mil bajas. De esta forma, gracias a los movimientos alemanes en el norte, que amenazaban Varsovia, los rusos tuvieron que abandonar el cerco de Przemysl.
En la batalla del río Vístula, a solo 19 km de Varsovia, la ofensiva alemana se estancó y el 17 de octubre, Hindenburg tuvo que ordenar la retirada hacia el norte. De esta manera, las tropas rusas volvieron a poner bajo sitio Przemysl, siendo el 11.º Ejército ruso de Andrei Nikolaevich Selivanov, quien decidió rendir la fortaleza por hambre. Finalmente el 22 de marzo de 1915 los 117 000 defensores austrohúngaros tuvieron que rendirse.
Aún en 1914 tuvieron lugar las batallas indecisas de Lodz y Limanowa que no cambiaron la situación del frente oriental.
A comienzos de 1915 los rusos volvieron al ataque, tras la formación de un nuevo ejército (el 11.º al mando de Wenzel von Plehve, de origen alemán) pero Hinderburg decidió adelantarse y el 7 de febrero), los ejércitos alemanes 8.º y 10.º, se lanzaban a la ofensiva en Marusia lo que provoca que los rusos tengan que retroceder hacia posiciones defensivas en la Lituania Occidental.
El ejército germano-austrohúngaro retomó la iniciativa, planeando una ofensiva para la primavera de 1915 en un amplio frente. El ataque comenzó el 2 de mayo y 30 divisiones alemanas se lanzaron a la invasión de la Polonia rusa provocando que el ejército del Zar, que se encontraba en malas condiciones, retrocediera hacía el Vístula. Más al sur, el ataque de las fuerzas conjuntas germano-austrohúngaras dirigidas por el alemán August von Mackensen y los austrohúngaros Svetozar Boroević y Archiduque José Fernando de Austria-Toscana se enfrentaron al ejército ruso bajo el mando de Radko Dimitriev e hicieron que este ordenara el repliegue de su ejército tras la línea Tarnow-Gorlice y repasar las aguas del río San, el día 14 de mayo tras 130 km de marcha en retirada. El día 3 de junio, las tropas germano-austrohúngaras recuperaron la ciudad de Przemyśl y el día 22 tomaron la ciudad de Lemberg.
Una vez que se hubo recuperado la práctica totalidad de la provincia de Galitzia, los alemanes dieron comienzo a una ofensiva en julio, en la Polonia rusa, con una maniobra en tenaza. Por el norte, el XII ejército alemán atravesó el río Narew con destino Varsovia mientras en el sector central el IX ejército avanzó hacía Ivangorod para cruzar desde allí el Vístula y rodear Varsovia. La operación no fue un éxito total ya que el ejército ruso abandonó la región el 4 de agosto, antes de que la maniobra de flanqueo fuera realizada pero sí que supuso un duro golpe para los rusos ya que, con la rendición de la fortaleza de Brest-Litovsk el día 23 de agosto, la mayor parte de la Polonia rusa se encontraba en manos germano-austrohúngaras.

## La creación de la República de Polonia
Tras el final de la Primera Guerra Mundial y la desintegración del Imperio austrohúngaro, los acontecimientos principales en cuanto a la existencia de Polonia se relacionan con la actitud de Alemania al respecto. En tal sentido, Józef Piłsudski es liberado por los alemanes y puede regresar a Polonia. Los regentes del Reino lo nombran Jefe del Estado y Jefe de las Fuerzas Armadas, lo que le confiere una gran ventaja sobre sus rivales, Roman Dmowski, líder del Partido Nacional Demócrata, del Partido Socialista Polaco (PPS-Lewica) y del Partido Socialdemócrata del Reino de Polonia y Lituania (SDKPL).
Al no contar con ningún tipo de legalidad hubo tensiones entre los diferentes partidos polacos pero ante las dificultades que se avecinaban decidieron llegar a un consenso y Józef Piłsudski encargo la formación del gobierno a Ignacy Jan Paderewski y se convocaron elecciones para la formación de una Dieta constituyente que, en febrero de 1919, confirmó a Pilsudski como Presidente de la República.
Sin embargo, la República Polaca nacía sin unas fronteras estables y entre 1919 y 1921 la política exterior de Polonia estuvo dirigida a la consecución de una expansión territorial que asegurase las fronteras anteriores a los Repartos del siglo XVIII.
El 3 de diciembre de 1918, los polacos de Posnania ya habían declarado su independencia de Alemania y convocaron en Poznan una Dieta Regional que nombró un Consejo Popular Supremo y un Comisariato con funciones de gobierno regional. Sin embargo, estos representantes no declararon su unión con la República de Polonia y hubo combates entre los partidarios de la unión (apoyados por la República) y tropas alemanas. Sin embargo se llegó a un acuerdo y el futuro de la zona quedaba en manos de la Conferencia de Paz de Versalles.
Las expectativas polacas en la conferencia eran altas pero el gobierno británico, presidido por Lloyd George, no deseaba humillar a Alemania, ya que pensaba que podía ser un bastión anticomunista más poderoso que Polonia. Por lo tanto se decidió la celebración de plebiscitos en Prusia Oriental y la Alta Silesia, zonas con un fuerte componente germánico. Sin embargo, Posnania y Pomerania serían entregadas directamente a Polonia.
Por lo tanto, en su zona occidental Polonia poseería Posnania, Silesia central y Pomerania y se le concedió una franja de tierra, conocida como “pasillo polaco” para dotar al país de una salida al mar. El país quedaba sin puertos, ya que solo Danzig hubiera satisfecho esta necesidad pero quedaba como ciudad libre bajo el mando de la Sociedad de Naciones al ser una ciudad totalmente alemana.

Mapa de la Segunda República de Polonia.

En las fronteras orientales se creía, Polonia, con derecho sobre los territorios de Lituania y Ucrania pero el éxito de partidos socialistas en ambos países hicieron peligrar la adquisición de algún territorio.

## La guerra polaco-soviética
El 14 de febrero de 1919 se produjo un combate entre patrullas comunistas y polacas en la población lituana de Bereza Kartuska y supuso el inicio de la Guerra polaco-soviética.
El día 19 de febrero, el ejército polaco inició la ofensiva que le concedió en pocos días la posesión de Bielorrusia y la Lituania Oriental. Ante el éxito de las operaciones, las tropas polacas bajo el mando del general Haller, invadieron Ucrania el 14 de mayo.

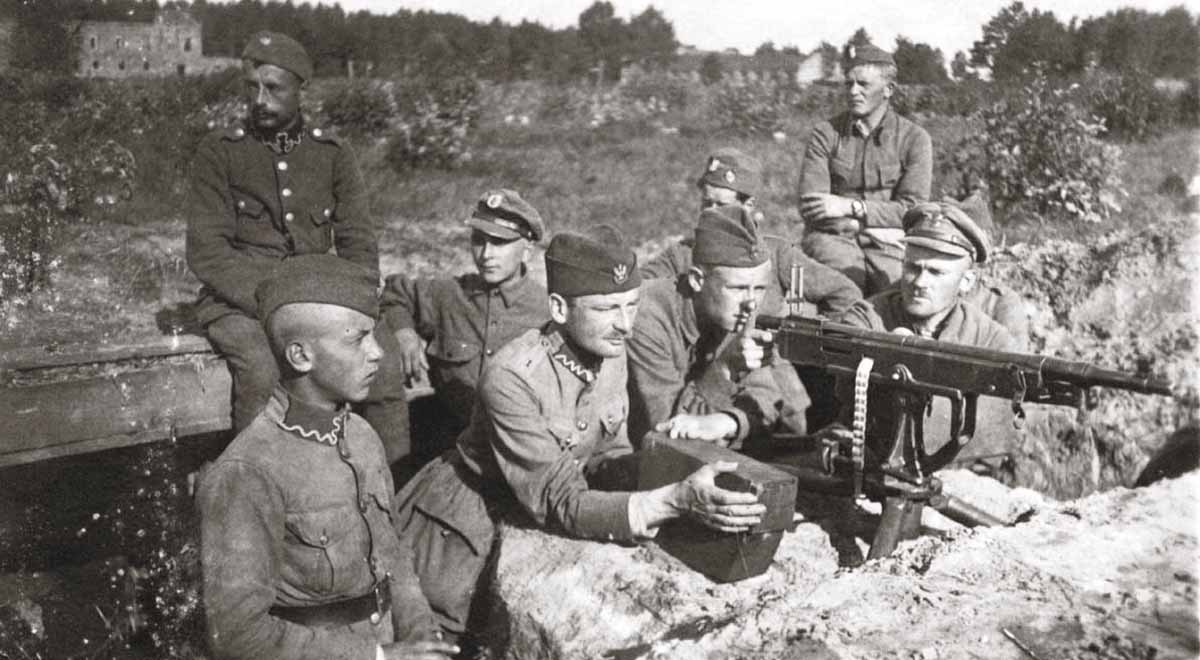
Tropas polacas en la Guerra polaco-soviética.

El 8 de agosto, los polacos entraban en Minsk y a finales del verano las posiciones se encontraban en un amplio frente entre el río Dviná hasta Pólatsk, del río Berézina hasta el Pitch y desde los pantanos de Pripet hasta Rovno.
Los meses siguientes fueron de pasividad. Entre otras razones por la amenaza que el ejército Blanco (Rusia) suponía para el ejército Rojo y la posible caída de Moscú en manos de Antón Denikin. Józef Piłsudski inició negociaciones con Denikin pero éste demandaba un regreso a las fronteras de 1918, por lo que el líder polaco decidió negociar con los bolcheviques. Sin embargo, tras la derrota del ejército blanco en las cercanías de Moscú, el ejército rojo rompió las negociaciones con los polacos e iniciaron la ofensiva en Ucrania.
Las fuerzas nacionalistas de Simón Petliura fueron expulsadas de Kiev y buscaron el apoyo de los polacos a los que aceptaron ceder las regiones de Galitzia Oriental y el oeste de Volivia.
En ese momento, el Consejo Supremo Aliado, con el objetivo de poner fin a la guerra propuso unas fronteras basadas en una propuesta de George Curzon que significaba un retroceso grave de fronteras para Polonia ya que perdía Lituania, Podlesia, Volinia, Podolia y Galitzia Oriental. Esta propuesta fue considerada una ofensa por todos los grupos políticos polacos por lo que la lucha continuó.
En noviembre de 1919 el ejército polaco inició una nueva ofensiva en el noreste. Los polacos avanzaron siguiendo el río Dviná y se hicieron con el control de Daugavpils el 3 de enero de 1920. Tras la ofensiva, el gobierno bolchevique pidió un armisticio pero Pilsudski dio largas y preparó la campaña de primavera.
El 7 de mayo se reanudaron las hostilidades con un ataque a Mozyr y una gran ofensiva hacía Zhitomir (25 de abril). El 7 de mayo caía Kiev, donde se restableció el gobierno de Simón Petliura.

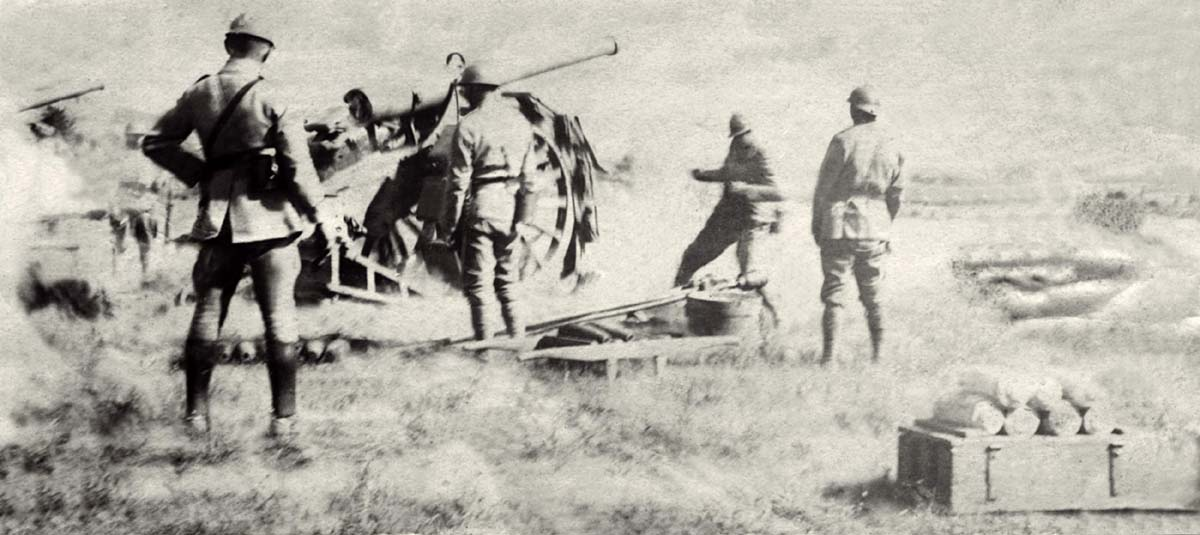
Batería de artillería polaca en la batalla de Varsovia (1920).

Pero la situación cambió drásticamente con el ataque soviético en Bielorrusia a cargo de Mijaíl Tujachevski. En el sur, las fuerzas de Semión Budionni rebasaron las defensa polacas y obligaron a desalojar Kiev el día 11.
Tujachevski tomó poco después Minsk, Vilna y Grodno y el 3 de agosto obligaba a los polacos a replegarse sobre Varsovia. En el sur, las tropas polacas se veían también muy presionadas.

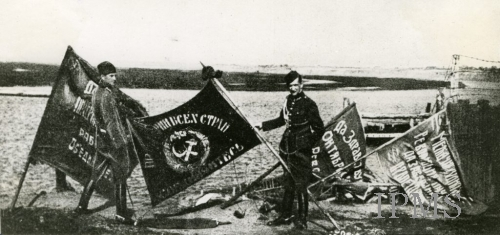
Soldados polacos exhiben las banderas soviéticas capturadas en la batalla de Varsovia (1920).

El 13 de agosto el Grupo de Ejércitos Occidental del ejército rojo mandado por Tujachevski rodeó Varsovia por el norte y el sur mientras que el Grupo de Ejércitos Sudoeste combatía en Lwow.
Tres días después, Józef Piłsudski, preparó una contraofensiva que dio lugar a la batalla de Varsovia (1920), también conocida como “Milagro del Vístula”, cuando lanzó un ataque entre ambos ejércitos. Este movimiento corría el riesgo de dejar el ejército polaco a merced de un movimiento de tenaza de los ejércitos soviéticos, pero la efectividad de las tropas polacas les obligó a retroceder hacía Bielorrusia y Ucrania. La batalla produjo unas 50 000 bajas polacas pero por el lado soviético ascendían a 80 000 muertos y 60 000 prisioneros.
Józef Piłsudski siguió presionando al ejército rojo y poco después volvió a derrotarlo en la batalla del río Niemen, tras lo que las tropas soviéticas se retiraron más allá de la línea Curzon.
El 12 de octubre de 1921 se iniciaron las conversaciones de paz entre Varsovia y Moscú, que fueron seguidas del Tratado de Riga (18 de octubre de 1921). La frontera quedó fijada en las cercanías de Minsk y Pinsk, doscientos kilómetros al este de la Línea Curzon.

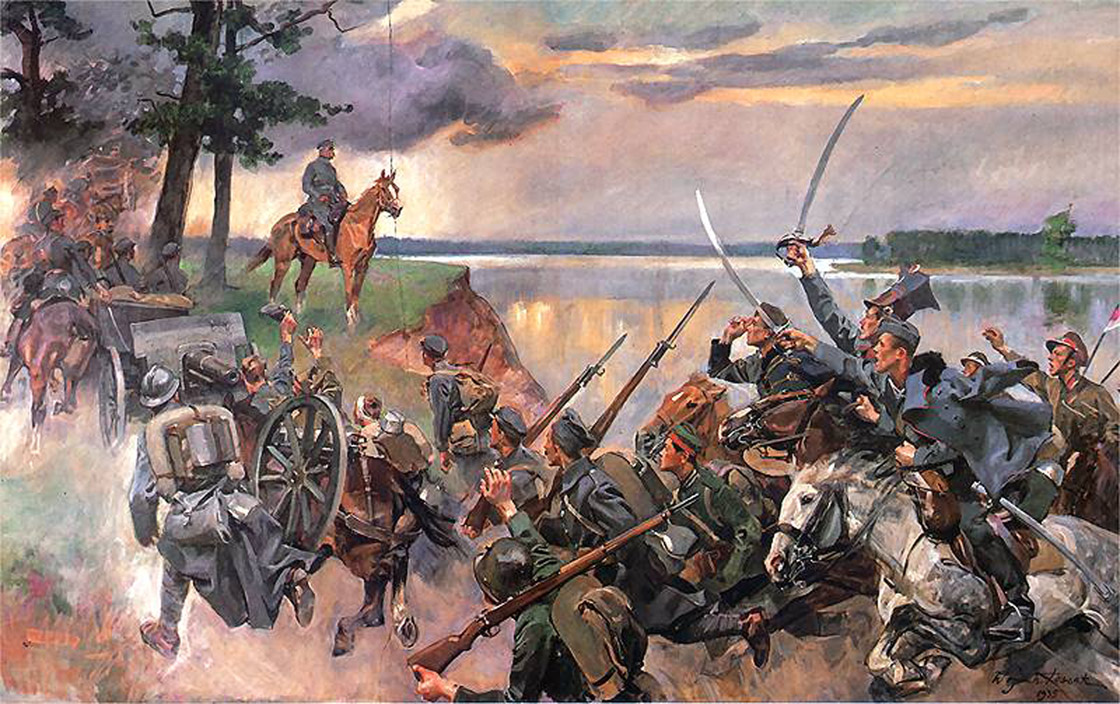
Batalla del río Niemen. Obra de Wojciech Kossak.

## La Segunda Guerra Mundial
Con la subida al poder de Adolf Hitler se fomentaban en Alemania los deseos revanchistas que pedían reparar el sentimiento de humillación que sentían los alemanes por las capitulaciones establecidas en el Tratado de Versalles. El Partido Nacionalsocialista Obrero Alemán tenía una ideología racista y creía que la raza aria debía resurgir con una expansión que le permitiese ganar su espacio vital (Lebensraum) a costa de los pueblos eslavos del este.
Tras anexionarse Austria (Anschluss), Hitler presionó para ocupar la región Checoslovaca de los Sudetes, lo que consiguió en la Conferencia de Múnich de 1938. La claudicación de las potencias occidentales convencieron al líder alemán de la debilidad de Neville Chamberlain y de Édouard Daladier por lo que el 15 de marzo de 1939 se produjo la ocupación de lo que quedaba de Chequia y la creación de un estado títere en Eslovaquía. Estas acciones convencieron a Gran Bretaña y Francia de que la amenaza nazi no se podría saciar mediante una Política de apaciguamiento por lo que decidieron prepararse para la guerra.

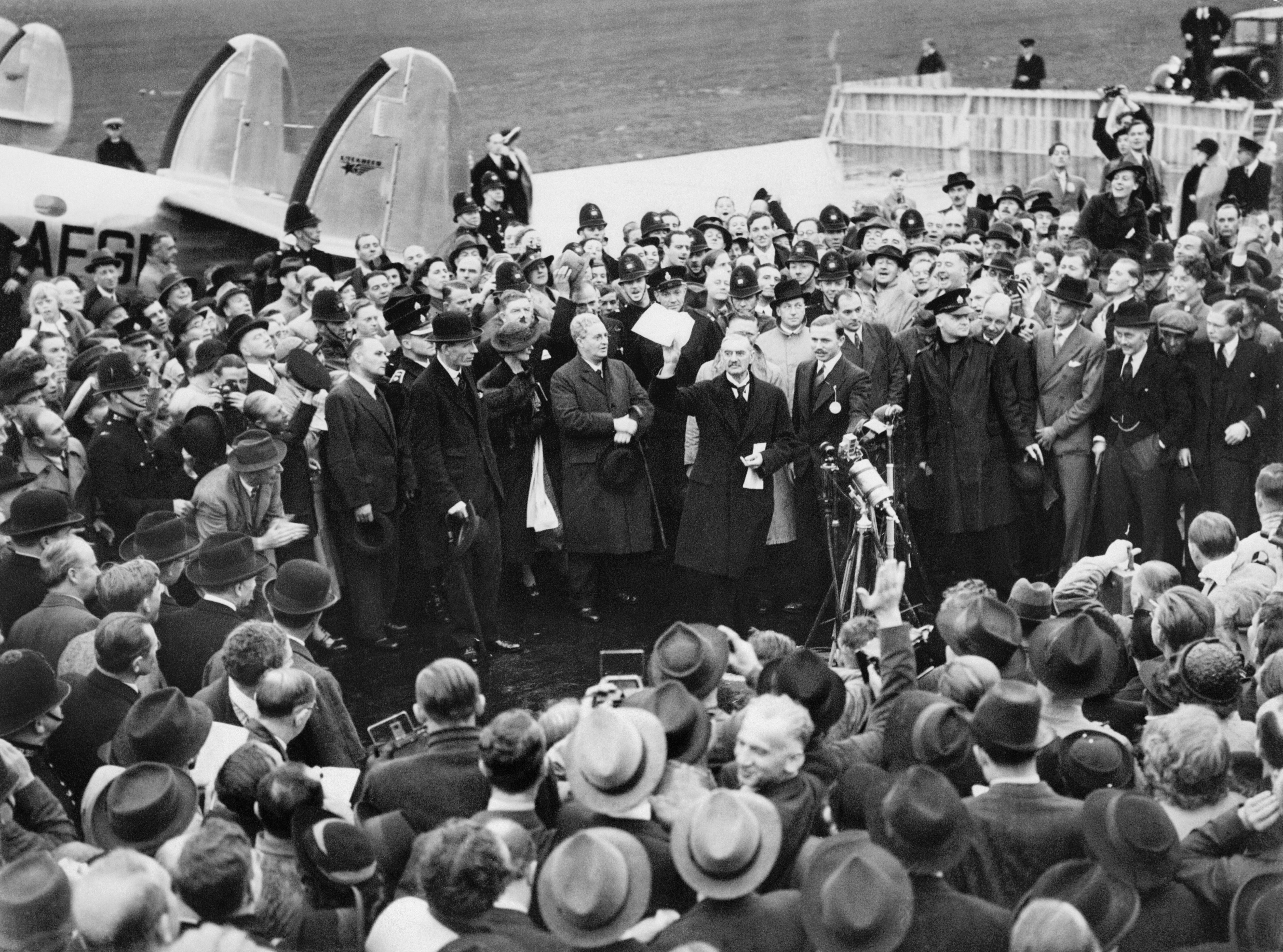
Neville Chamberlain mostrando en un documento los acuerdos tomados en la Conferencia de Múnich

Hitler, pensando que se enfrentaba con líderes débiles, decidió dar el siguiente paso y llegó a la conclusión de que Polonia debía ser ocupada militarmente. Para ello tenía que llegar a un acuerdo con la Unión Soviética, país que era enemigo ideológico irreconciliable de los nazis pero que, al igual que Alemania, había sufrido una pérdida de territorios en la Primera Guerra Mundial que ahora deseaba recuperar.
Desde octubre de 1938, Hitler había estado presionando a Polonia para que permitiese la creación de una carretera que recorriera el “Corredor Polaco” y para restituir Danzig a Alemania pero el gobierno polaco se había negado a ambas peticiones. Tras la conferencia de Múnich, los polacos comenzaron a temer maniobras diplomáticas parecidas que le hicieran perder territorio pero Reino Unido aseguró, el 31 de marzo de 1939, la seguridad de Polonia y el statu quo de Danzig.

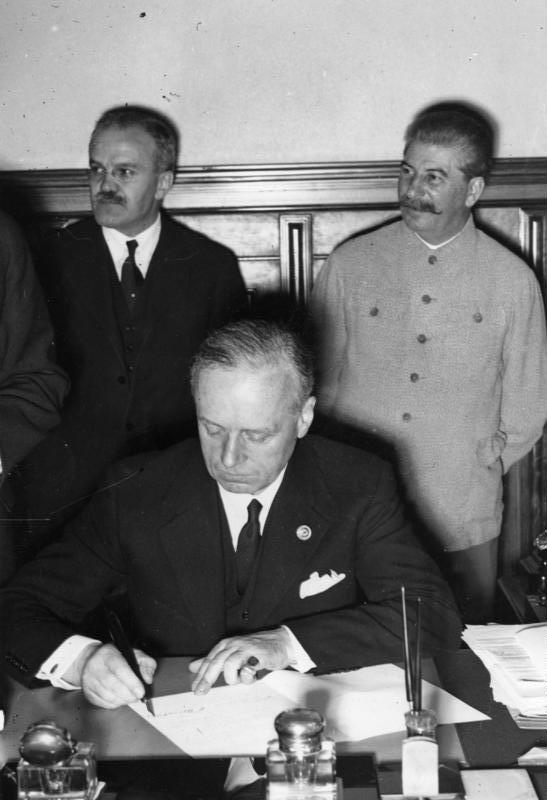
Joachim von Ribbentrop firmando el Pacto Ribbentrop-Mólotov, tras él se encuentran Iósif Stalin y Viacheslav Mólotov

Sin embargo, el anuncio de la firma del Pacto Ribbentrop-Mólotov, el 23 de agosto de 1939, por el que la Unión Soviética y la Alemania nazi se comprometen a no atacarse, le da a Hitler la seguridad de comenzar la invasión de Polonia. Ese mismo día, Hitler comunicó a los generales los objetivos de la guerra. La fecha para la invasión quedó fijada para el 26 de agosto pero ante la insistencia británica en su apoyo a Polonia se iniciaron acciones diplomáticas y una campaña de desprestigio del gobierno polaco con el objetivo de poner a la opinión pública a favor de Alemania. En consecuencia, el ataque alemán se retrasó hasta el 1 de septiembre de 1939. La Segunda Guerra Mundial comenzaba.

### La invasión de Polonia

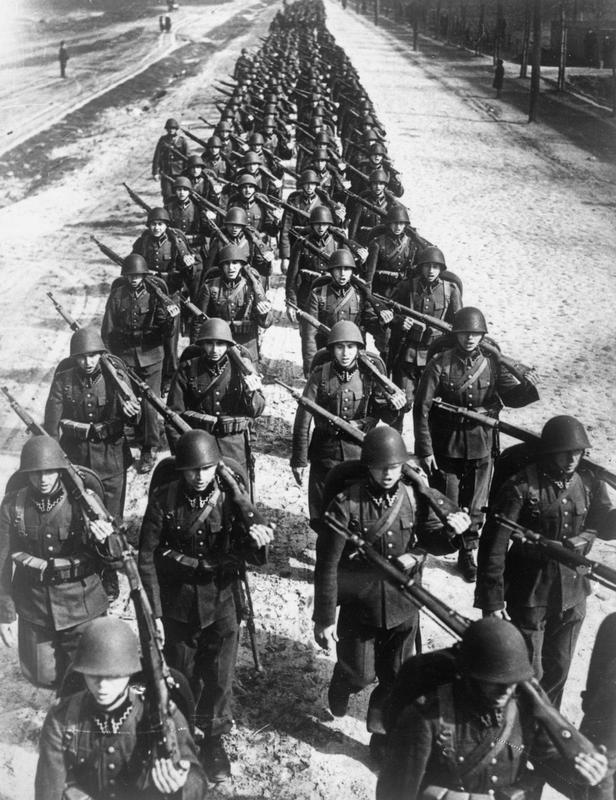
Tropas polacas marchando durante el inicio de la Segunda Guerra Mundial

La guerra comenzó cuando tropas nazis disfrazadas con uniformes polacos realizaron un ataque contra un puesto de radio alemán en Gleiwitz y emitieron llamamientos a las minorías polacas de Alemania oriental para iniciar un alzamiento contra los nazis. Se vistieron con uniformes polacos a algunos prisioneros muertos en los campos de concentración y se les enseñó a extranjeros para demostrar la agresión polaca.

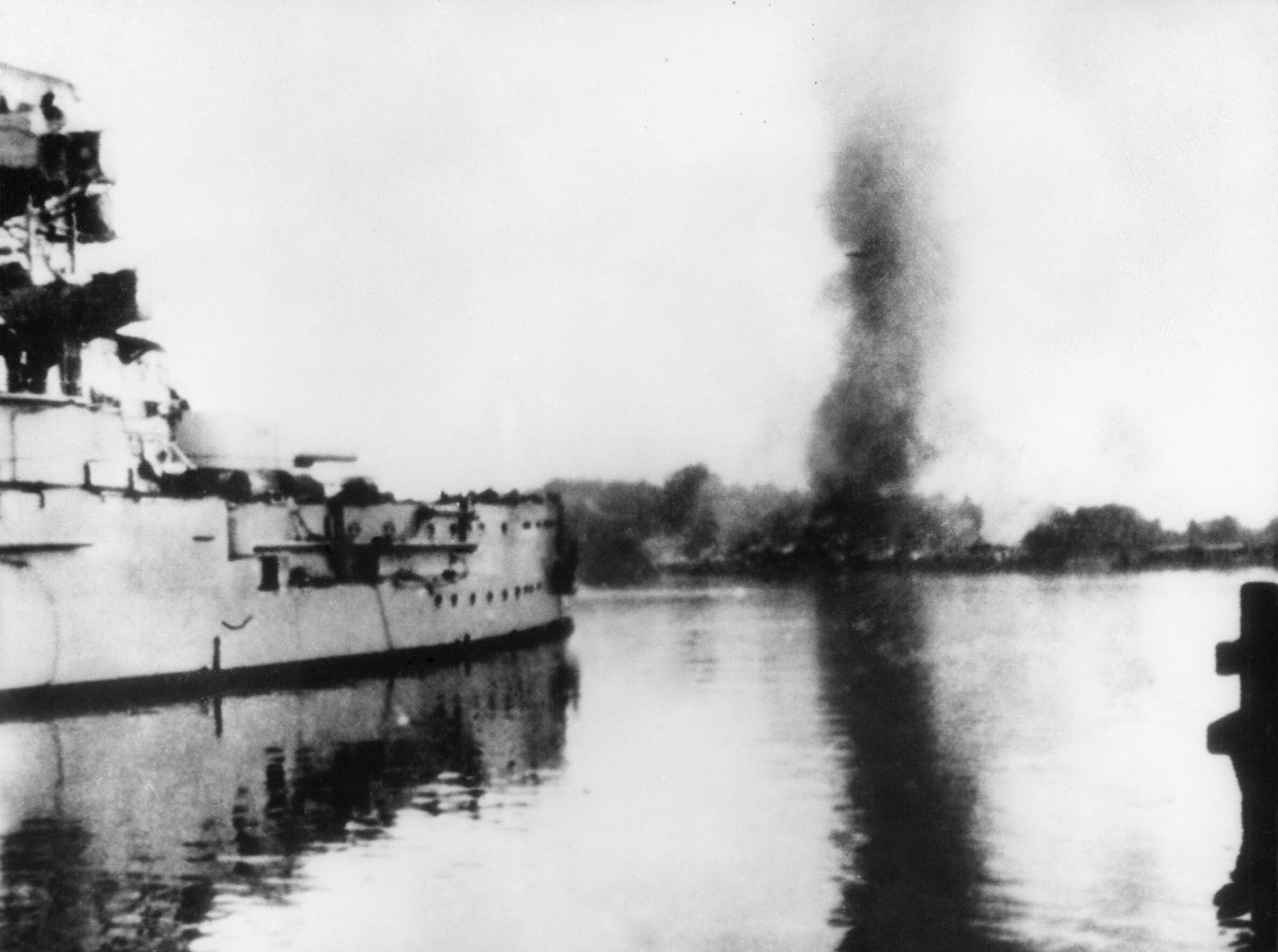
El acorazado SMS Schleswig-Holstein bombardeando las posiciones polacas en la batalla de Westerplatte.

La guerra comenzó con el bombardeo por parte del acorazado SMS Schleswig-Holstein sobre la fortaleza de Westerplatte, conocida posteriormente como el “Verdún polaco”. La guarnición de la fortaleza consiguió resistir durante la batalla de Westerplatte los asaltos de infantería y bombardeos durante una semana.
En Danzig los combates, llevados a cabo por unidades paramilitares, fueron encarnizados, destacando la defensa de la oficina de Correos polaca. Muchos de los trabajadores polacos fueron asesinados tras rendirse.

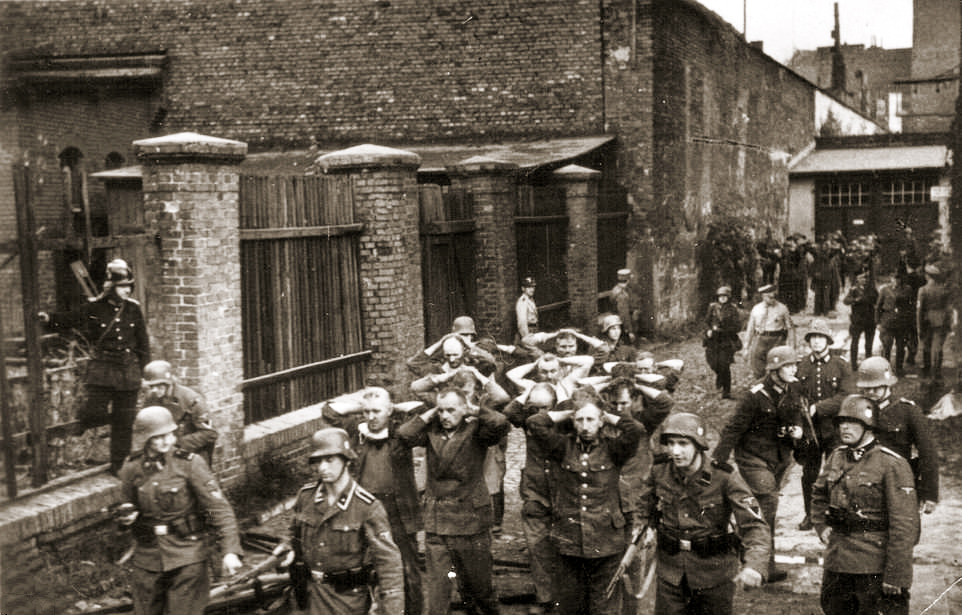
Rendición de los defensores polacos de la oficina de Correos polaca en la ciudad de Danzig

La República Polaca fue el primer país en sufrir las consecuencias de la Blitzkrieg alemana. Mientras el Cuarto ejército Alemán se abría paso por el corredor de Pomerania, el Tercer ejército Alemán, situado en Prusia Oriental, inició sus ataques hacía Varsovia pero se vio detenido por la línea fortificada de Mlawa. Por su parte, el Grupo de Ejércitos Sur, comandado por el Generalfeldmarschall Gerd von Rundstedt y situado en Silesia, debía avanzar hacia Varsovia desde el frente occidental tras cruzar el río Warta y superar a los polacos en Mokra. Más al sur, la 1.ª división Panzer logró incrustarse entre los defensores de Mokra y la 7.ª división polaca que estaba siendo atacada frontalmente por la 46 división de infantería alemana. Además se estaban realizando ataques contra Katowice y otras zonas de la retaguardia polaca.
El 2 de septiembre, el Grupo de Ejércitos Norte, dirigido por Fedor von Bock, siguió presionando en el corredor de Pomerania. Al retirarse las unidades polacas hacia el sur, el ejército alemán iba eliminando a las fuerzas polacas que habían quedado aisladas. Gran parte de estas unidades fueron derrotadas en la batalla del Bosque de Tuchola, donde la 3.ª división Panzer logró llegar a la retaguardia polaca. Al día siguiente estas fuerzas tuvieron que luchar para abrirse camino hacia el sur, aunque a base de muchas bajas. En total, los polacos perdieron 10 000 hombres en Pomerania antes de que su ejército lograse replegarse detrás del río Vístula.

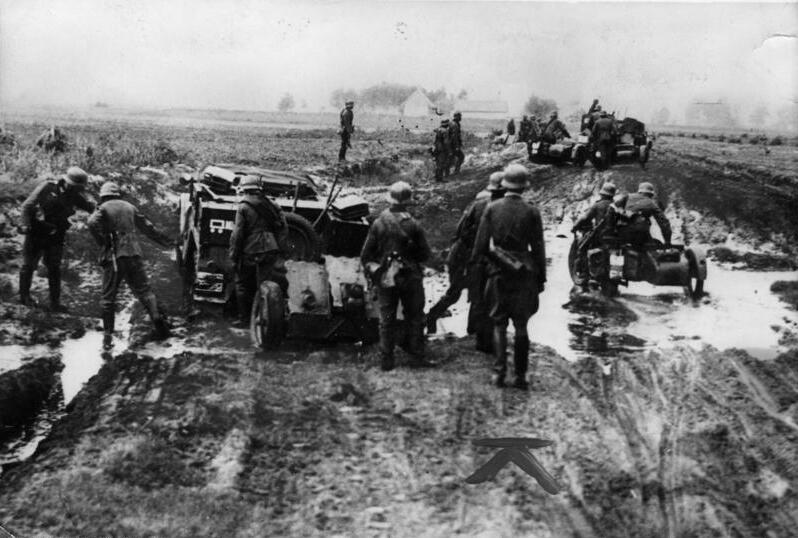
Avance de las tropas alemanas por Polonia

Por su parte, las defensas de Mlawa habían resistido bien la acometida frontal nazi por lo que se decidió rodearlas por el este. La rotura de la línea polaca obligó al ejército de Modlin a replegarse hacía el Vístula.
Tras estos avances alemanes el ejército polaco de Poznan, comandado por Tadeusz Kutrzeba, quedó aislado en Pomerania entre el Grupo de Ejércitos Norte y el Grupo de Ejércitos Sur. Kutrzeba propuso al gobierno de Varsovia que sus fuerzas atacaran el flanco norte del Grupo de Ejércitos Sur pero Edward Rydz-Śmigły se negó al querer evitar una batalla decisiva en la orilla oeste del Vístula.
Las tropas de Gerd von Rundstedt seguían presionando desde el sur y obligaron a las tropas polacas a retirarse hacía Czestochowa. Entre el 2 y el 4 de septiembre, los combates cerca de esta ciudad permitieron a los alemanes abrir un pasillo entre los Ejércitos de Lodz y Cracovia que posibilitaba que los alemanes llegasen a Varsovia.
El alto mando polaco se encontraba aturdido por la rapidez del avance alemán. El día 5, los alemanes habían logrado reparar los ejércitos Lodz y Krakow, sobrepasar el ejército de Prusy y avanzar hacía Piotrków Trybunalski y ante la posibilidad de destrucción de estos ejércitos, Rydz-Śmigły ordenó su retirada hacía el Vístula. También el ejército de Poznan, que apenas había combatido, fue retirado hacia el Vístula para no quedar atrapado.
El día 5 de septiembre, ambos ejércitos comenzaron a replantearse sus estrategias. Por la parte alemana parecía claro que deberían empujar más hacia el este de lo esperado ya que Rydz-Śmigły evitaba enzarzarse en una batalla decisiva. Esto preocupaba a los alemanes que temían una ofensiva francesa en el oeste, con sus tropas empeñadas en el este polaco. Por parte de los generales polacos se mantenían en su idea de no combatir al oeste del Vístula pero los alemanes avanzaban más rápido de lo que eran capaces de retirarse los polacos, por lo que no quedaba claro que el Vístula sirviese como línea defensiva.
El día 7 de septiembre, las tropas alemanas de las Divisiones 1.ª y 4.ª llegaron a las afueras de Varsovia. El 8 de septiembre comenzó el asedio de Varsovia con los combates en los suburbios de la capital, pero las acometidas alemanas cesaron al día siguiente.

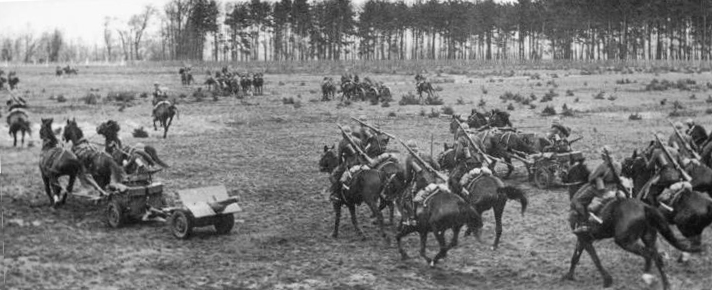
Avance polaco en la batalla de Bzura.

El 9 de septiembre, el ejército polaco inició un contraataque a lo largo del río Bzura que tomó la ciudad de Piotek e hizo retirarse a la 24.ª y 30.ª divisiones de infantería logrando capturar a más de 1.500 prisioneros.
La reacción alemana fue contundente. Gerd von Rundstedt ordenó volver a parte de las tropas que se encontraban en Varsovia y envolver a las fuerzas polacas. Con la concentración alemana de sus tropas, las nueve divisiones polacas se enfrentaban a diecinueve alemanas. Kutrzeba optó por sacar sus tropas hacia el este, dirección a Varsovia pero la combinación de la artillería con el bombardeo de los Stuka y las unidades blindadas alemanas obligaron al general polaco cambiar su plan y marchar hacia el norte de Sochaczew. Unidades polacas lograron romper la bolsa alemana pero el 18 de septiembre los alemanes ya habían logrado hacerse con los focos de resistencia. La batalla de Bzura terminó con 120 000 prisioneros polacos y con los ejércitos de Pomorze y de Poznan destruidos.
El ataque sobre Varsovia se reanudó el día 15 de septiembre con el Grupo de Ejércitos de Norte de von Bock ocupando las riberas oriental y occidental del Vístula pero el cerco no se cerró totalmente hasta que el Grupo de Ejércitos del Sur pudo dar por terminados los combates en Bzura.

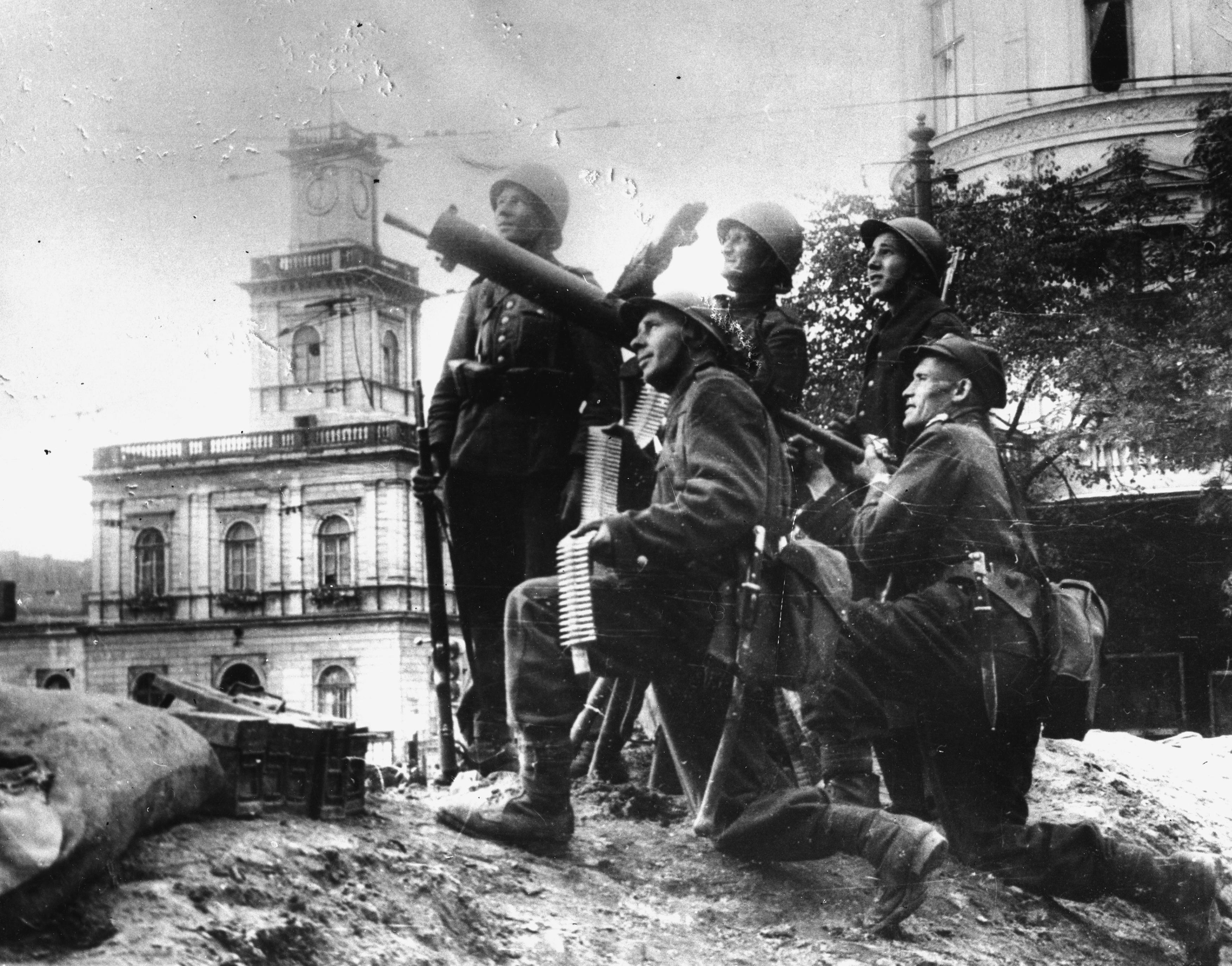
Soldados polacos durante el Asedio de Varsovia

Con los dos Grupos del Ejército cercando Varsovia, el ejército alemán contaba con un millar de piezas de artillería. El día 23 comenzó el primer asalto a la ciudad pero los polacos lograron rechazarlo.
El día 25, se produjo un importante bombardeo artillero y aéreo en el que participaron 1.200 aviones. Al día siguiente, las tropas alemanas tomaron tres fuertes del sur de Varsovia mientras se impedía a los civiles abandonar la población para forzar la capitulación por falta de víveres y agua.
El 26 de septiembre, el jefe del Ejército de Varsovia, Juliusz Rommel, envió parlamentarios al ejército alemán para negociar la rendición. El día 27, se rendía Varsovia y 140 000 soldados polacos caían en manos alemanas y dos días después otros 24 000 se rendían de la guarnición de Modlin.

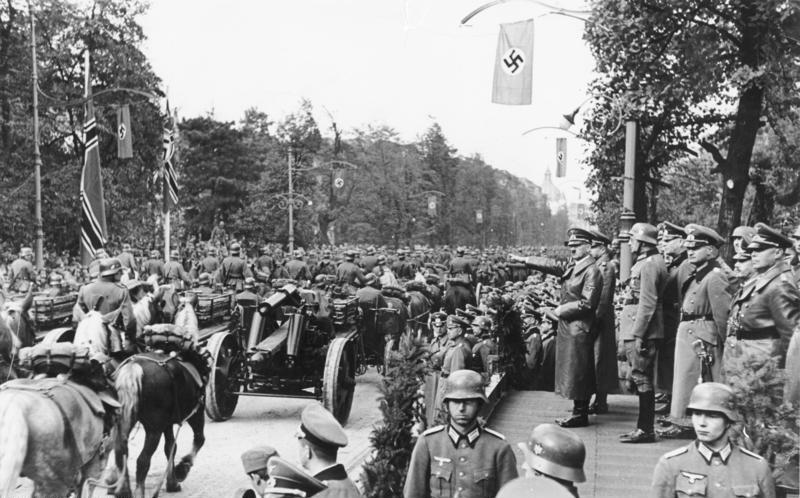
Adolf Hitler pasa revista a las tropas alemanas en Varsovia tras la rendición de la ciudad

Si la caída de Varsovia fue importante para la caída de Polonia, no lo fue menos un hecho acaecido unos días antes que impidió cualquier resistencia al este del Vístula. Cuando se llegó al acuerdo Mólotov-Ribbentrop, una de las cláusulas era que la Unión Soviética se uniría al ataque contra Polonia y el 17 de septiembre las tropas soviéticas entraron en el país.
Ese mismo día, Rydz-Śmigły ordenó que todas las fuerzas polacas se retiraran a Rumanía con la idea de evacuar a cuantos efectivos se pudiera para trasladarlos a Francia donde seguirían luchando, pero rápidamente las fuerzas soviéticas impidieron esta alternativa al ocupar los territorios fronterizos con Rumanía.

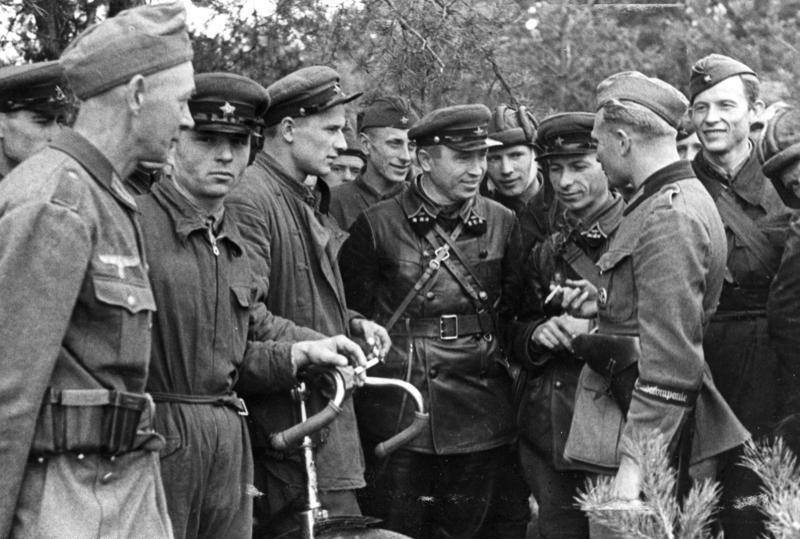
Las unidades Panzer alemanas bajo el mando de Heinz Guderian y las unidades soviéticas bajo el mando del comisario político Filipp Borovenski se encuentran fraternalmente en Brest-Litowsk.

En la ciudad de Lwow, la guarnición polaca decidió rendirse ante los soviéticos el 22 de septiembre. En teoría, los soldados debían haber permanecido libres y los oficiales polacos debían haber tenido la posibilidad de exiliarse a Rumanía pero el NKVD capturó a los oficiales y los asesinó en la masacre de Katyn.
Las bajas totales polacas ascendieron a 66 300 muertos, 133 700 heridos, 587 000 prisioneros capturados por los alemanes y otros 100 000 por los soviéticos. Gran parte de los trabajadores de Correos, policías y otros funcionarios fueron detenidos y asesinados o deportados a Siberia ya que la Unión Soviética y Alemania pretendían iniciar la despolonización de la región.

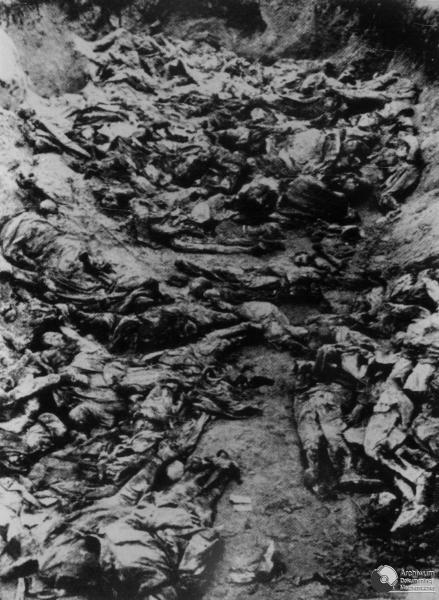
Fosas comunes donde fueron enterradas las víctimas de la masacre de Katyn.

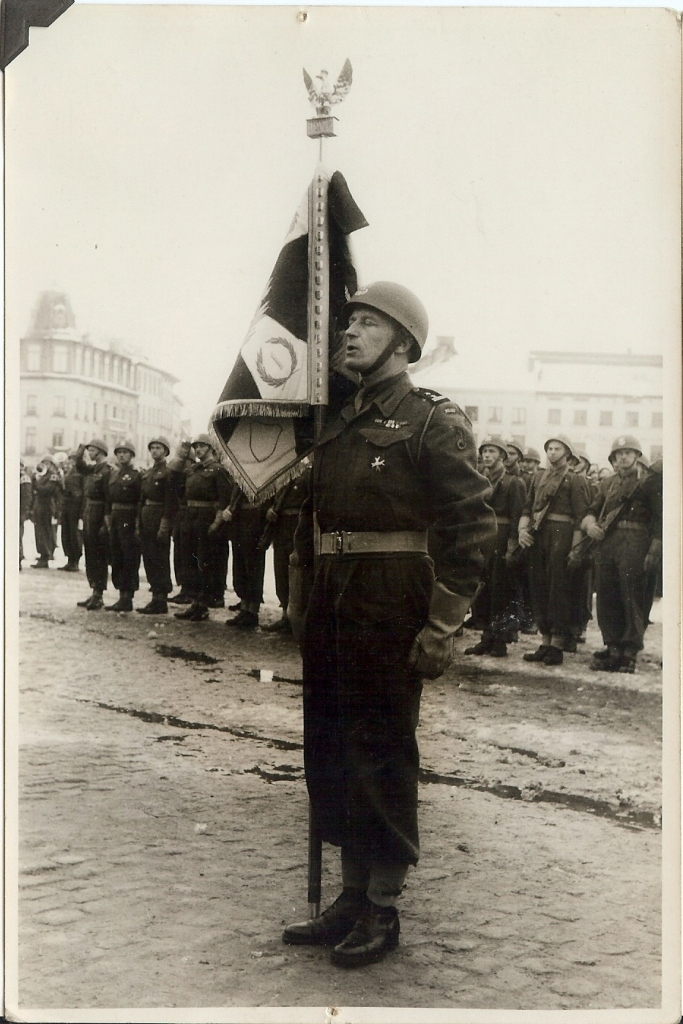
Tropas polacas en una parada militar en Bélgica.

Unos 100 000 soldados polacos escaparon a Rumania, Hungría y las Repúblicas Bálticas. De ellos, unos 35 000 llegaron a Francia para continuar la lucha bajo el mando de Stanisław Maczek. Tras la batalla de Francia, unos 19 000 polacos marcharon a Reino Unido y el norte de África y continuarían luchando en batallas como la batalla de Normandía, la bolsa de Falaise o la batalla de Montecassino.
La ocupación nazi de Polonia fue desastrosa para el país. Durante la Segunda Guerra Mundial, uno de cada seis polacos falleció debido a las duras condiciones de ocupación de los nazis y soviéticos. La comunidad judía, una de las más numerosas de Europa, sufrió el genocidio en campos de exterminio, en muchos casos situados en territorio polaco, como Auschwitz, Belzec y Treblinka.

### El Alzamiento de Varsovia
A mediados de 1944 se hacía evidente que los derroteros de la Segunda Guerra Mundial habían cambiado. En el frente oriental, los ejércitos soviéticos estaban rechazando a los alemanes de su territorio. El gobierno polaco, que se encontraba en el exilio, era consciente de que si el país era liberado por las tropas comunistas, Stalin convertiría a su país en un satélite de Moscú. 
Para evitarlo se ordenó al Armia Krajowa que intentase liberar Polonia antes que los soviéticos atravesaran el Vístula.
Sin embargo, la resistencia polaca no tenía la fuerza suficiente como para expulsar a los nazis del país por lo que las tropas soviéticas avanzaron hasta las afueras de Varsovia (29 de julio) antes de que el ejército polaco hubiera actuado.
El general polaco Tadeusz Bór-Komorowski llamó a sus tropas a movilizarse y el 1 de agosto comienza el Alzamiento de Varsovia. Los polacos fueron capaces de hacerse con el control del centro histórico de la ciudad y de algunos barrios pero los distintos grupos quedaron aislados ya que los alemanes siguieron controlando zonas como Wola, Mokotów y Praga-Północ. Los polacos comenzaron a construir barricadas y a adoptar una estrategia defensiva mientras que los alemanes protagonizaron matanzas como la de Wola para hundir la moral de la resistencia. Para mediados de agosto, los polacos se dieron cuenta de que la resistencia era inútil. Sin aviación, tanques, ni artillería pesada no podían combatir contra los alemanes. Entonces se dirigieron al ejército soviético pero este se negó a intervenir alegando que necesitaba un descanso.
El 26 de agosto, el general Zygmunt Berling ordenó reanudar los ataques contra los alemanes, y poco a poco los alemanes fueron empujados hasta el sector Praga de Varsovia, para luego tener que retirarse a la otra orilla del Vístula. Las unidades que encabezaban el ataque eran las del 1.º ejército polaco que se encontraba bajo el mando de Moscú. El avance llegó hasta los barrios de Czerniaków y Powiśle pero la falta de apoyo aéreo y artillero obligó a volver a sus posiciones de partida.
El 2 de octubre, el general Tadeusz Bór-Komorowski firmó la capitulación de las tropas de la resistencia polaca ante los alemanes. Sus ciudadanos fueron desalojados y sus edificios derribados o quemados.
El 17 de enero de 1945, el ejército soviético accedió a una Varsovia destruida que tuvo que ser reconstruida gracias a los paisajes de obras de artistas como Marcello Bacciarelli y Canaletto.

## El futuro polaco tras la Segunda Guerra Mundial
El destino de Polonia tras la Segunda Guerra Mundial fue decidido en febrero de 1945 tras la Conferencia de Yalta. Los tres líderes aliados Iósif Stalin, Winston Churchill y Franklin D. Roosevelt decidieron que se debía crear una Polonia independiente en un territorio comprendido entre la frontera de la Unión Soviética, que seguía aproximadamente la Línea Curzon, y la frontera oriental alemana definida por los ríos Oder-Neisse. Stalin, además se comprometió a incluir en el gobierno provisional a políticos elegidos por los polacos, sin embargo este acuerdo nunca llegó a cumplirse y se instauró un régimen estalinista en Polonia.
El país que salió de la guerra tenía un 20 % menos de extensión que la Segunda República Polaca de 1920 y había perdido casi diez millones de habitantes.

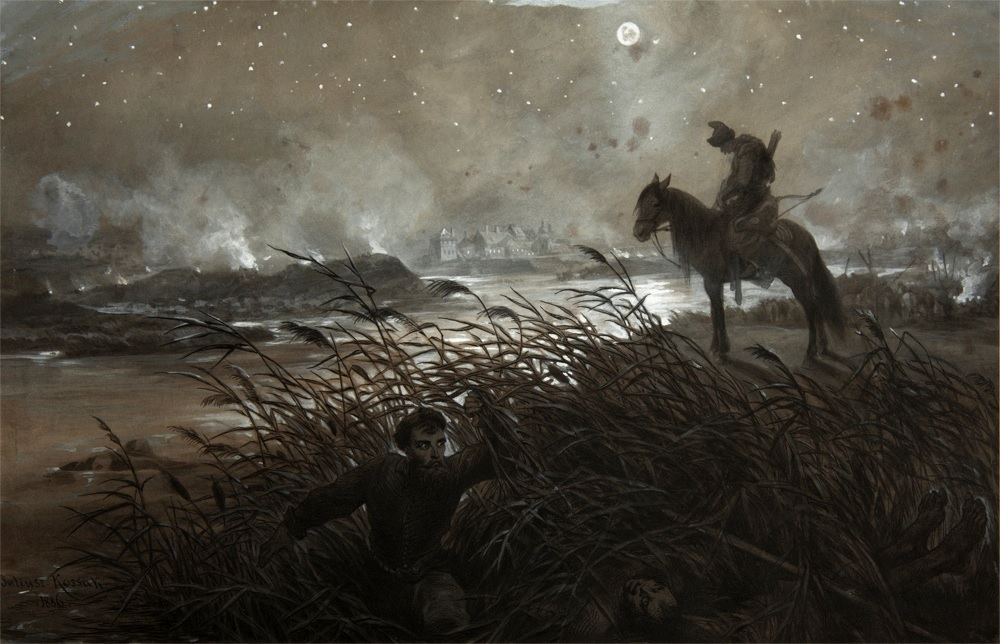
Escena de la novela de Henryk Sienkiewicz A sangre y fuego en la que los héroes polacos se enfrentan a los enemigos del país.

Pronto se encontró bajo el control militar y político de la URSS quien rompió relaciones con el gobierno provisional instaurado en Londres y que había sido reconocido por los estados occidentales. Las elecciones de 1948 fueron un gran fraude y el país estuvo gobernado hasta 1989 por Partido Obrero Unificado Polaco (POUP).
Después de más de dos siglos de luchas, guerras y protestas, la nación polaca tenía por fin un país independiente.

## La cuestión polaca en la cultura
Durante parte de finales del siglo XIX y principios del XX, a pesar de que el país aún se encontraba dividido, floreció la cultura polaca en las tres zonas del reparto si bien muchas de sus figuras vivían en el exilio en Europa Occidental o América. Estos personajes, con frecuencia estuvieron muy concienciados de la situación de su pueblo, teniendo la cultura polaca, su historia y sus antiguas glorias gran importancia en su obra. 
De entre estos personajes destacan:
Científicos
- Maria Sklodowska-Curie: Pionera en el campo de la radiactividad, primera persona en recibir dos premios Nobel en distintas especialidades —Física y Química— y la primera mujer en ocupar el puesto de profesora en la Universidad de París.
- Ignacy Domeyko: Geólogo responsable del descubrimiento de la casi inexplorada riqueza minera de Chile. Impulsó la creación de las Escuelas de Minas de La Serena y Copiapó.

Escritores

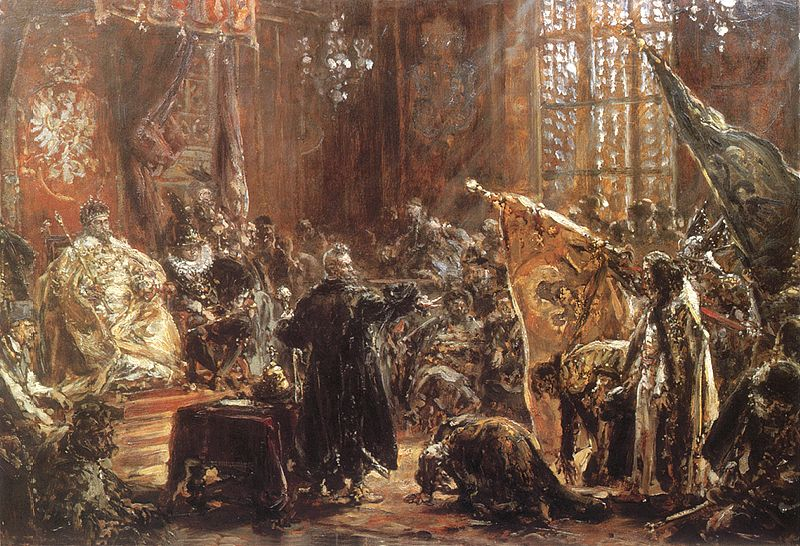
La sumisión del Zar Basilio IV ante Segismundo III Vasa. En esta obra Jan Matejko muestra la sumisión de Rusia ante Polonia, la situación opuesta a la época en la que él vive.

- Boleslaw Prus: Periodista y escritor, fue uno de los principales representantes del positivismo polaco de segunda mitad del siglo XIX.
- Eliza Orzeszkowa: En algunas de sus obras (como Eli Makower, Meir Ezofowicz o En el Niemen) trata las condiciones sociales de su país, sobre todo de la nobleza polaca. También escribió ensayos como Patriotismo y Cosmopolitismo.
- Henryk Sienkiewicz: Periodista y escritor polaco. Se hizo famoso cuando dirigió una carta abierta a Guillermo II en la que se oponía a la germanización de la Posnania. Muchas de sus obras tratan sobre la historia de Polonia (Los cruzados o La Trilogía Polaca) e incluso su obra maestra (Quo Vadis?) ambientada en la antigua Roma era una crítica velada a la situación de su país. Ganó el Premio Nobel de Literatura en 1905.
- Józef Ignacy Kraszewski: Dedicó gran parte de su obra a narrar la historia de Polonia entre los que destacan Una historia antigua, Adam Polanowski, un cortesano del rey Juan III o La Condesa Cosel.

Pintores
- Jan Matejko: Gran parte de su creación pictórica está destinada a obras que muestran las glorias del pasado polaco así como retratos de los reyes polacos y personajes importantes de la historia del país. Algunas de estas obras son “La batalla de Grunwald”, “El homenaje prusiano”, “La adopción de la Constitución del 3 de mayo de 1791” o “Báthory en Psków”.
- Juliusz Kossak: prácticamente todas sus pinturas están relacionadas con la historia polaca o son retratos de personajes históricos. De entre sus obras se pueden destacar algunas como “El rey Juan Sobieski bendice a las tropas polacas antes de atacar a los turcos en Viena”, “Jan Henryk Dąbrowski entrando en Roma” o “La batalla de Ostroleka”.
- Wojciech Kossak: Su obra tiene un claro contenido nacionalista. Entre ellas destacan “Panorama de Racławice”, “Panorama de Berezina”, “Panorama de Somosierra” y “Juan Sobieski pasando revista a los húsares en Viena”.
- Jerzy Kossak: Al igual que su abuelo (Juliusz) y su padre (Wojciech) también pintó obras históricas, militares y nacionalistas entre las que destacan “La batalla de Chocim”, “La batalla de Viena” y “La batalla de Varsovia”.
- Józef Brandt: fue un pintor célebre por sus pinturas de índole militar. Ambientó varias de sus obras en la Guerra Turco-Polaca (1672-1676) como “Juan III Sobieski partiendo de Wilánow”, “la batalla de Chocim” o “la batalla de Viena” o “Lucha por el estandarte”. Otras de sus obras recreaban unidades militares polacas como los húsares alados o la caballería Lisowczycy.

Músicos
- Stanisław Moniuszko: Compositor que se vio influido por las teorías del nacionalismo musical. De esta forma creó composiciones con un fuerte contenido ideológico polaco donde se mezclaba el folklore típico del país con demandas sociales. Algunas de sus obras más importantes fueron Halka, La casa embrujada o La condesa.
- Ignacy Paderewski: Famoso pianista y compositor. Luchó por los derechos y las libertades polacas. En 1910 mando construir para después donar a Cracovia un monumento conmemorativo de la batalla de Grunwald. Entre 1910 y 1920 luchó por la independencia realizando giras para recaudar fondos para el país. En 1919 fue nombrado primer ministro del país y como tal representó a Polonia en la Paz de Versalles.